# Zabytki w Poznaniu

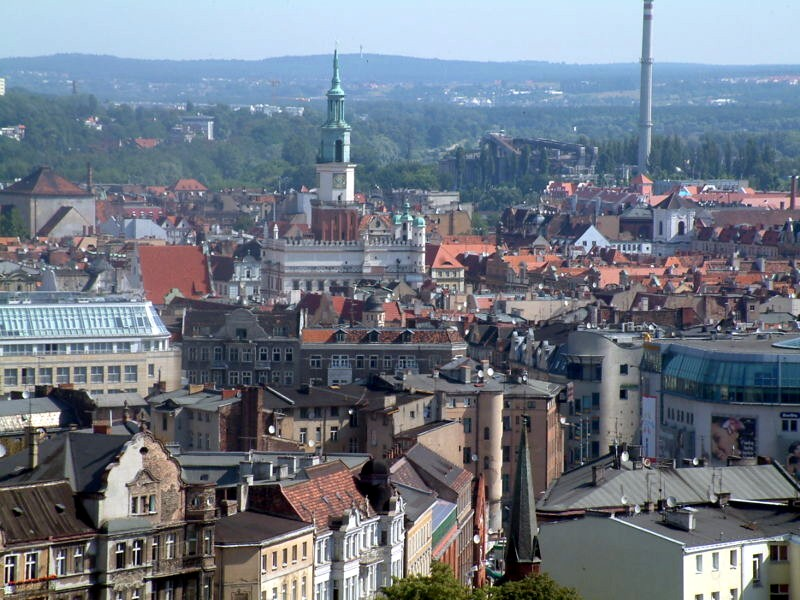
Stare Miasto

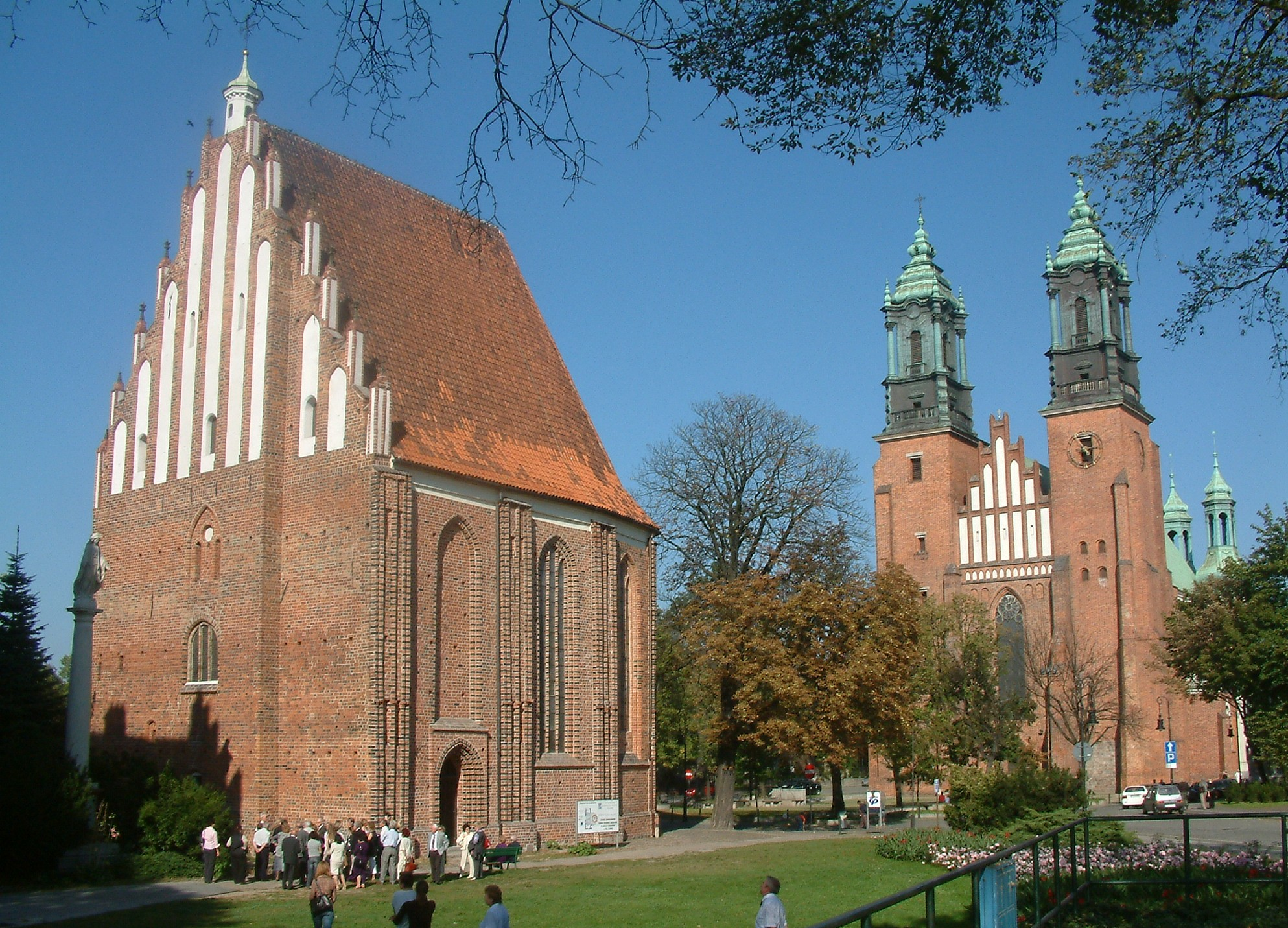
Ostrów Tumski

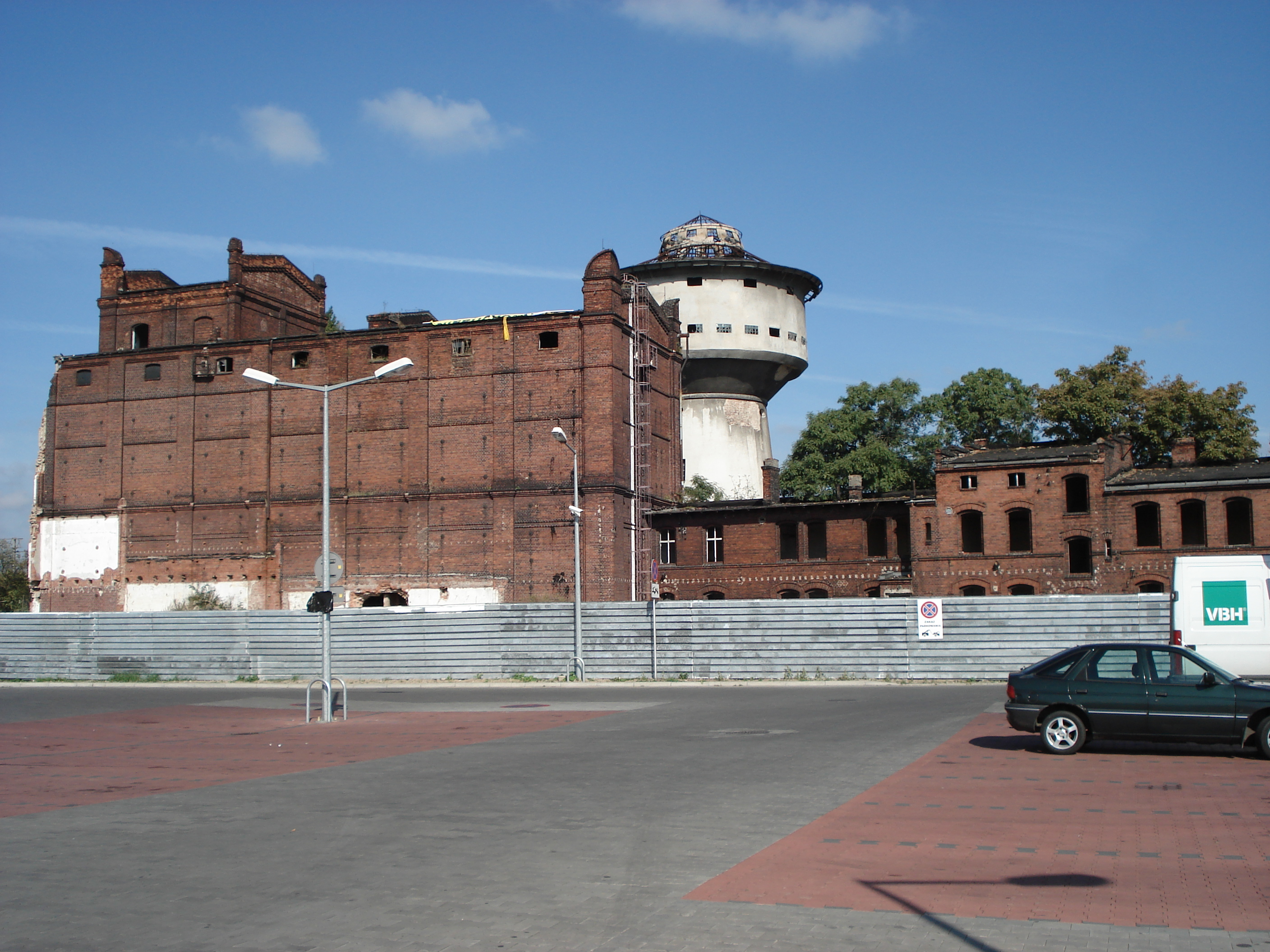
Ruiny architektury przemysłowej – Wilda

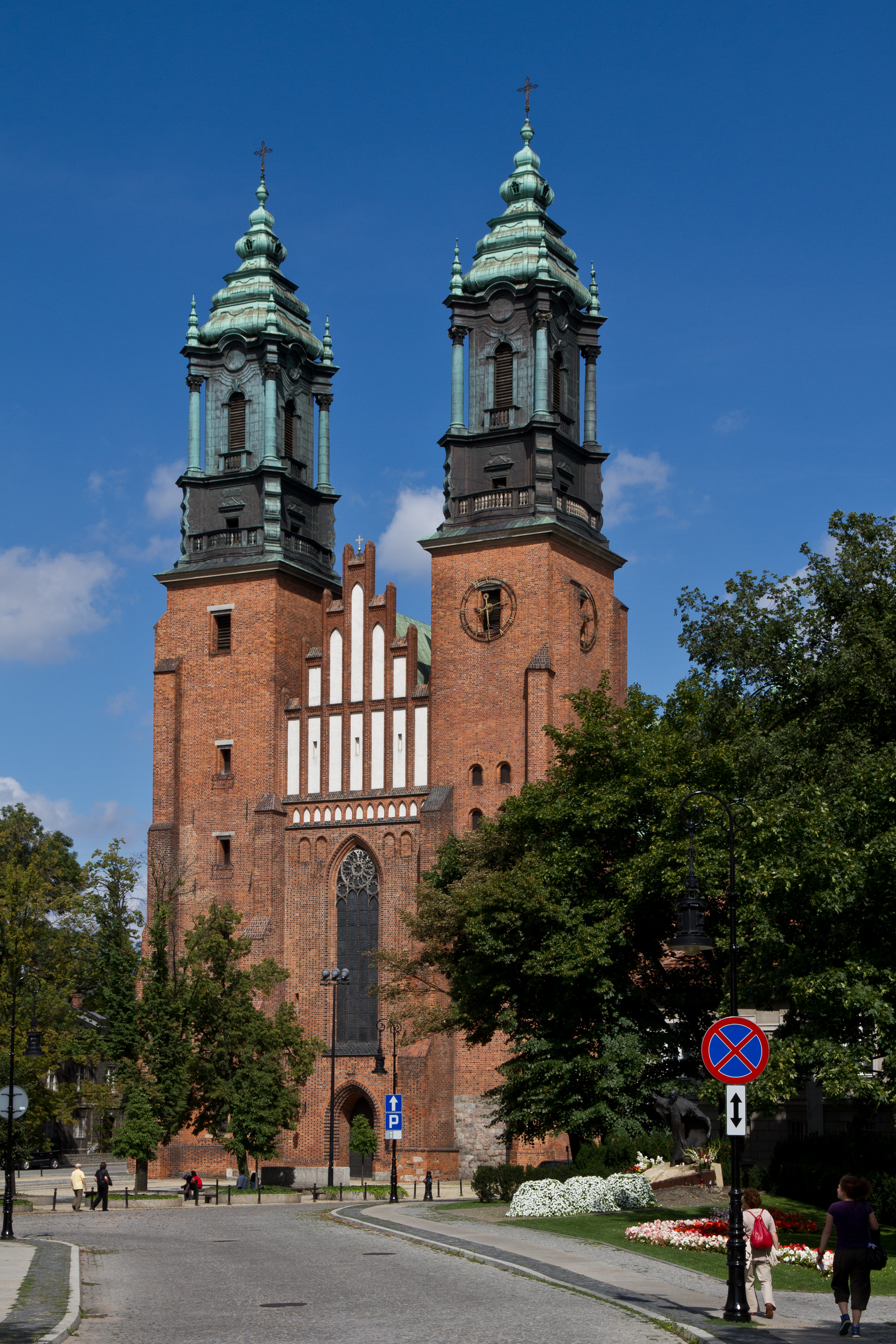
Bazylika archikatedralna Świętych Apostołów Piotra i Pawła, połowa XIV w.

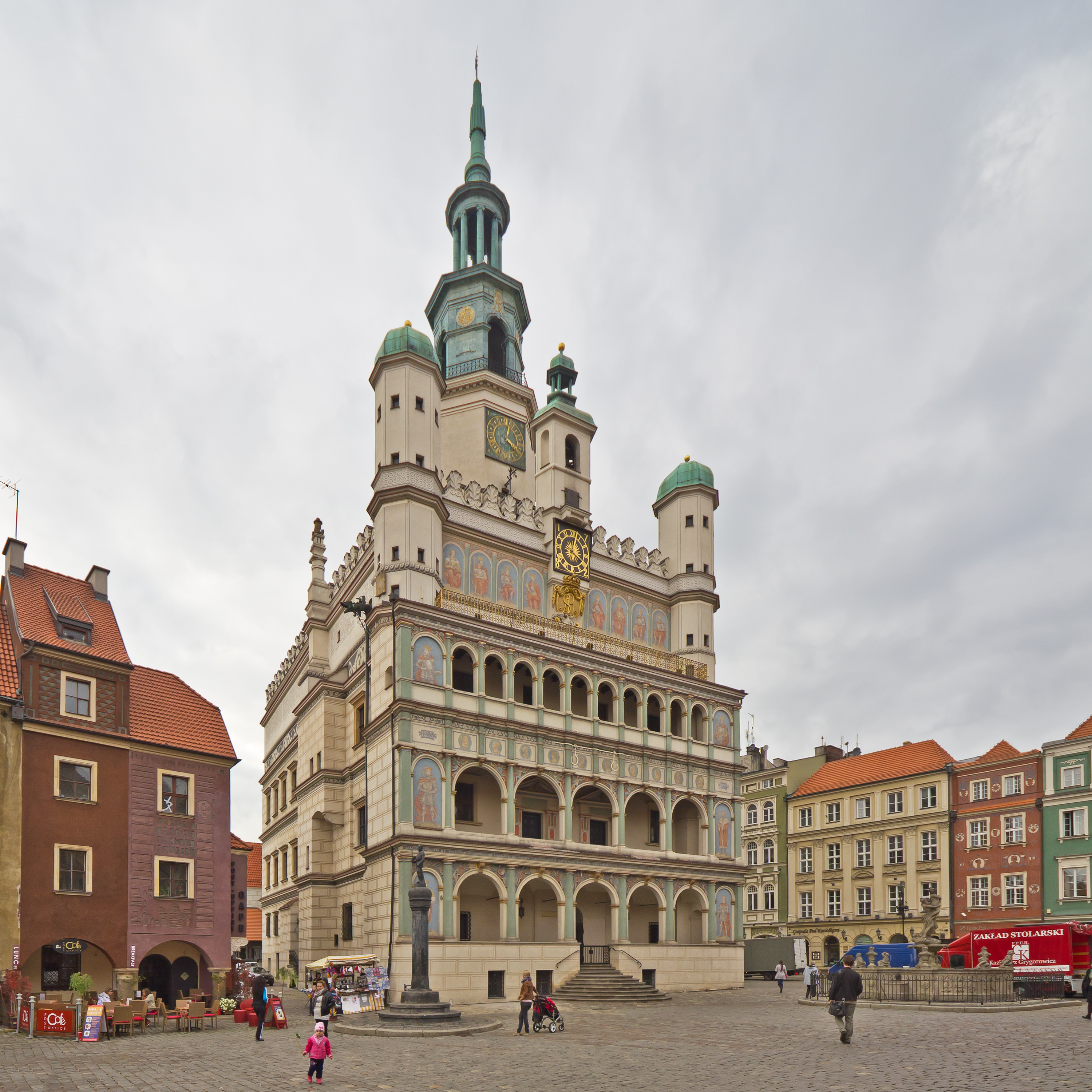
Ratusz, 1560

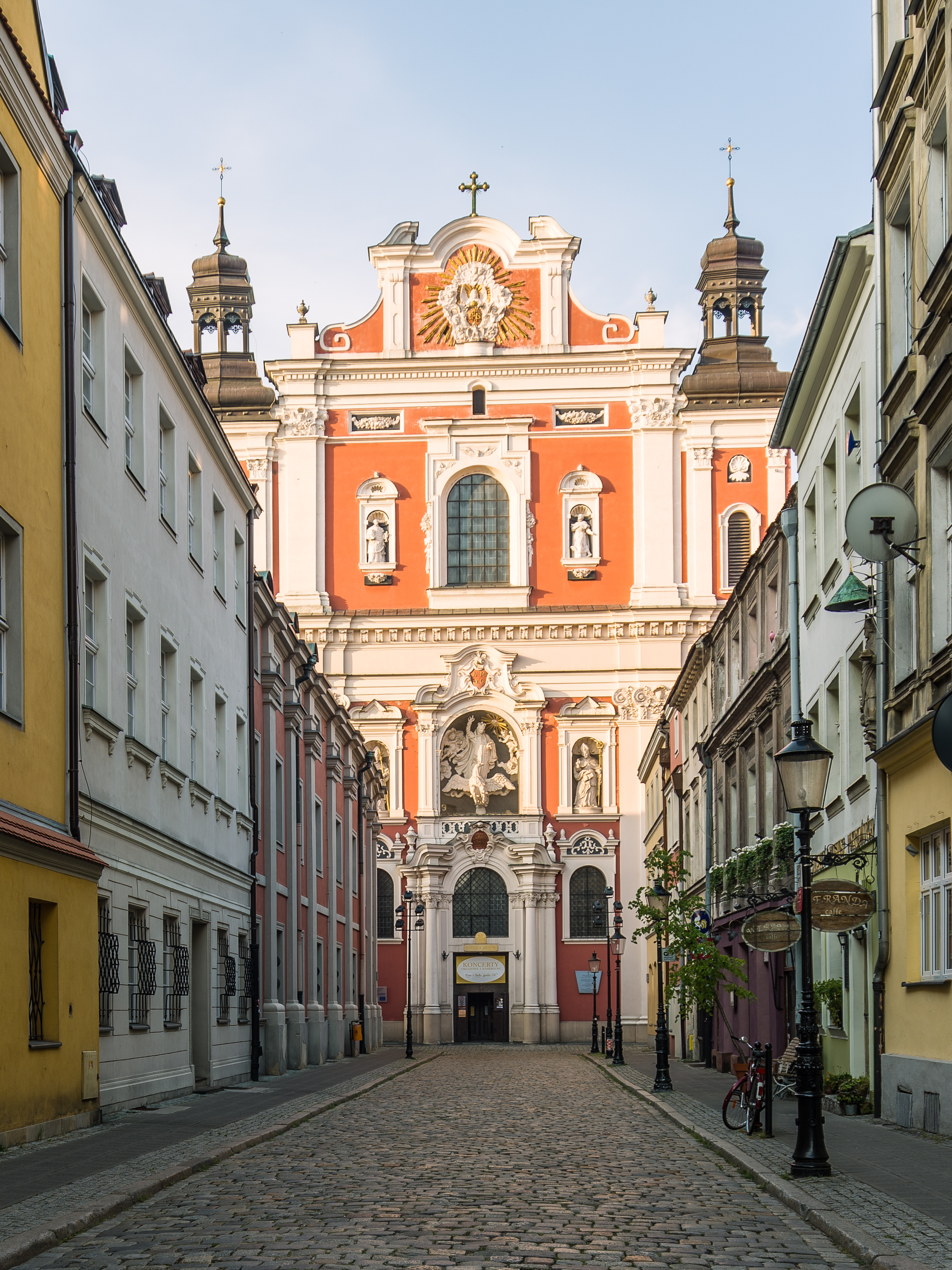
Kolegiata farna Matki Boskiej Nieustającej Pomocy i św. Marii Magdaleny, 1701

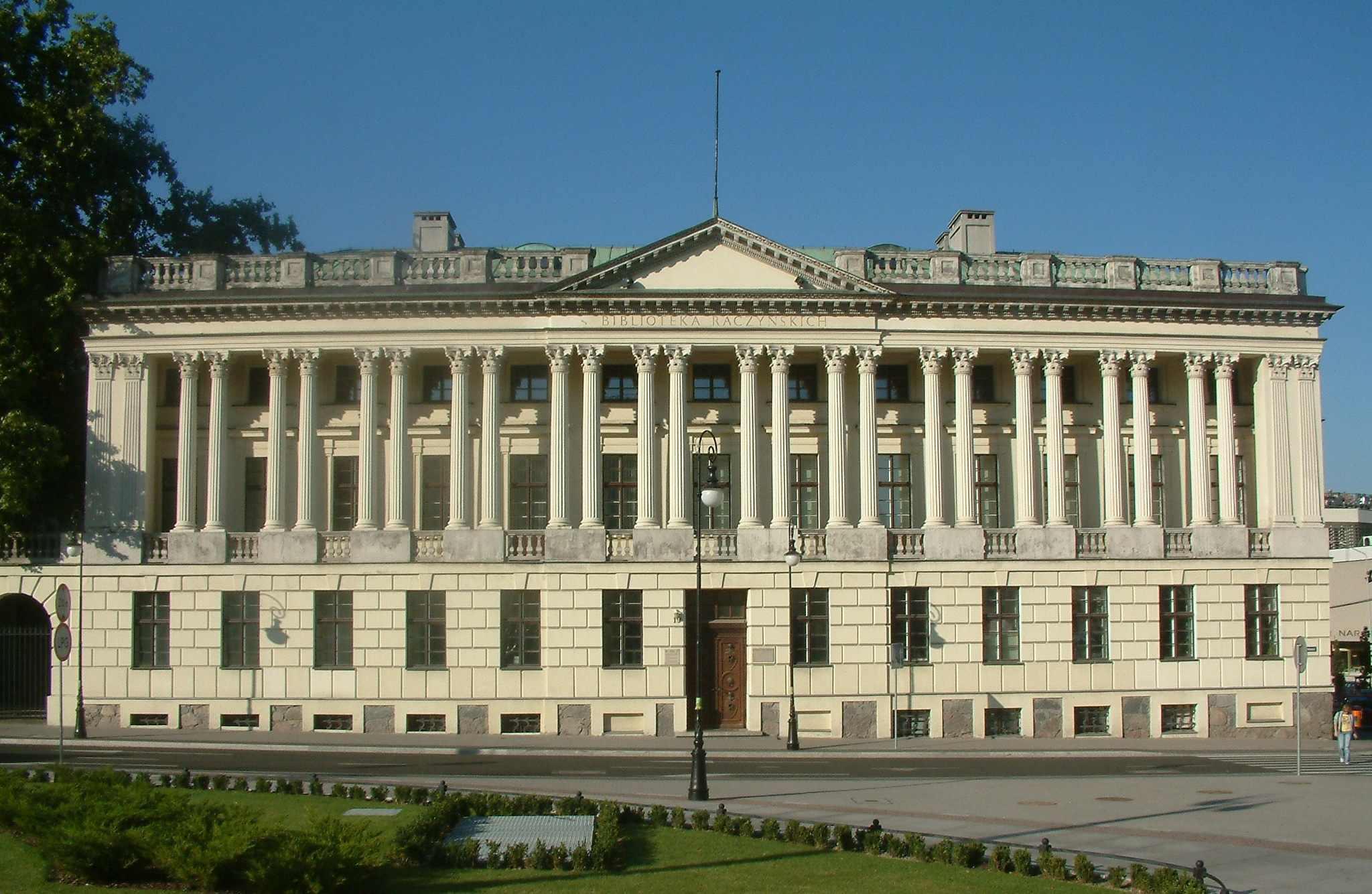
Biblioteka Raczyńskich, 1828

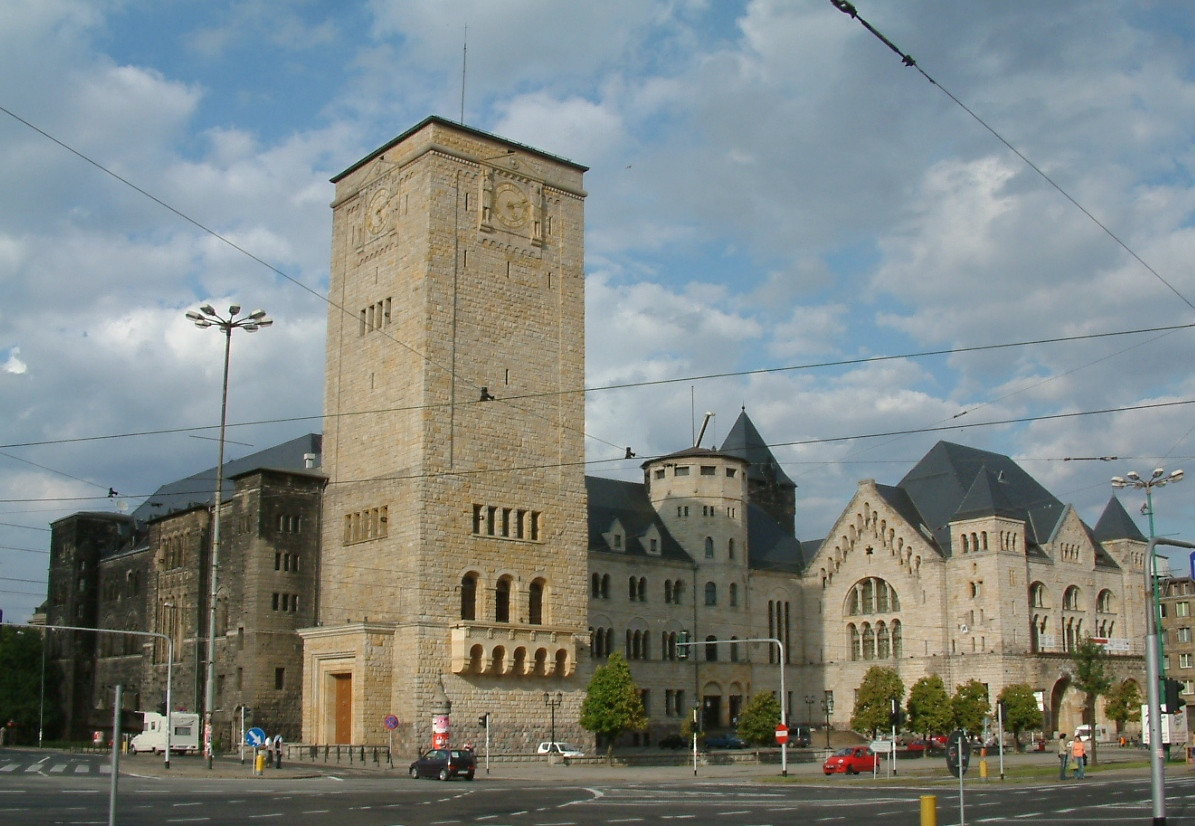
Zamek Cesarski, 1910

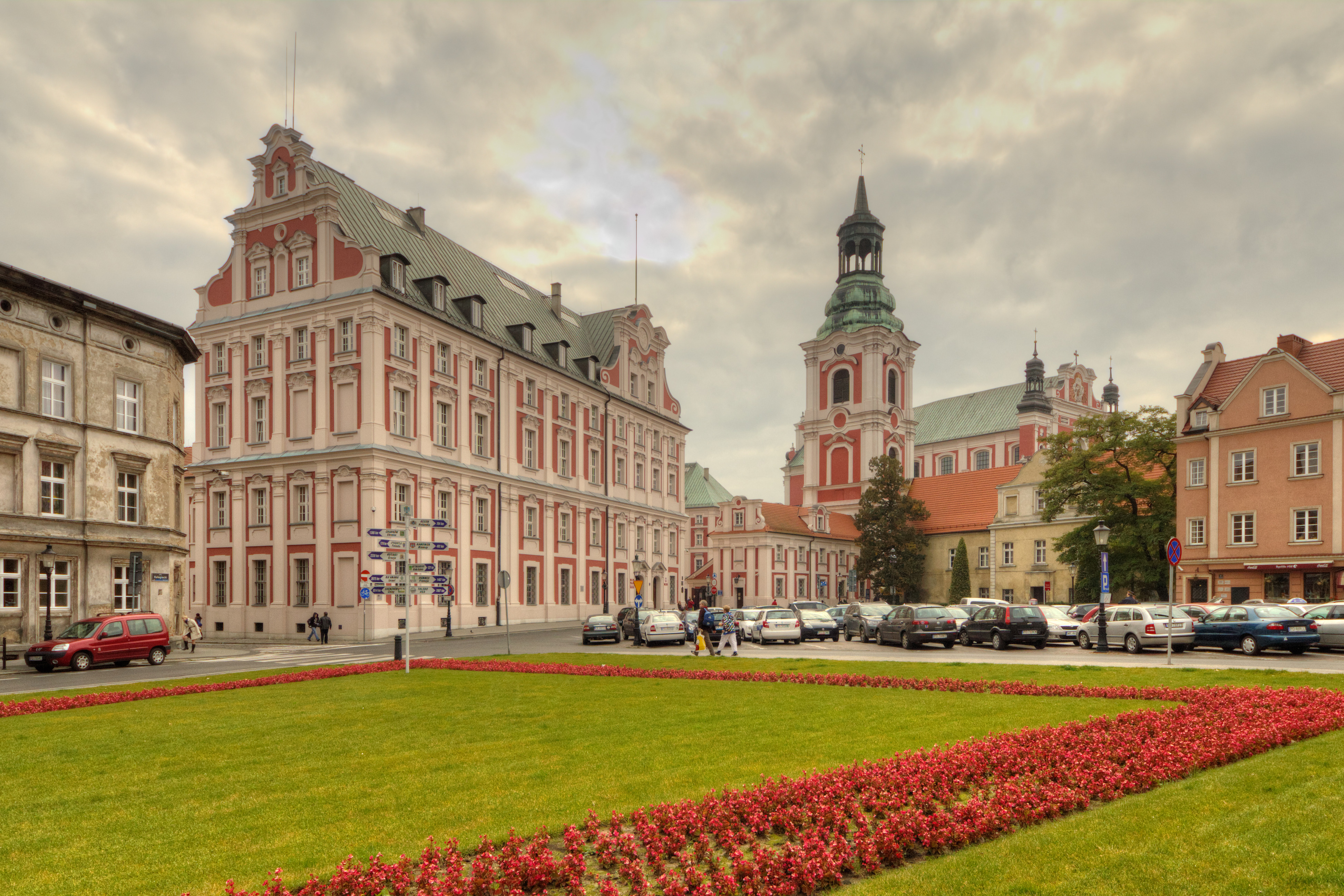
Dawne kolegium jezuickie 1733, obecnie urząd miasta

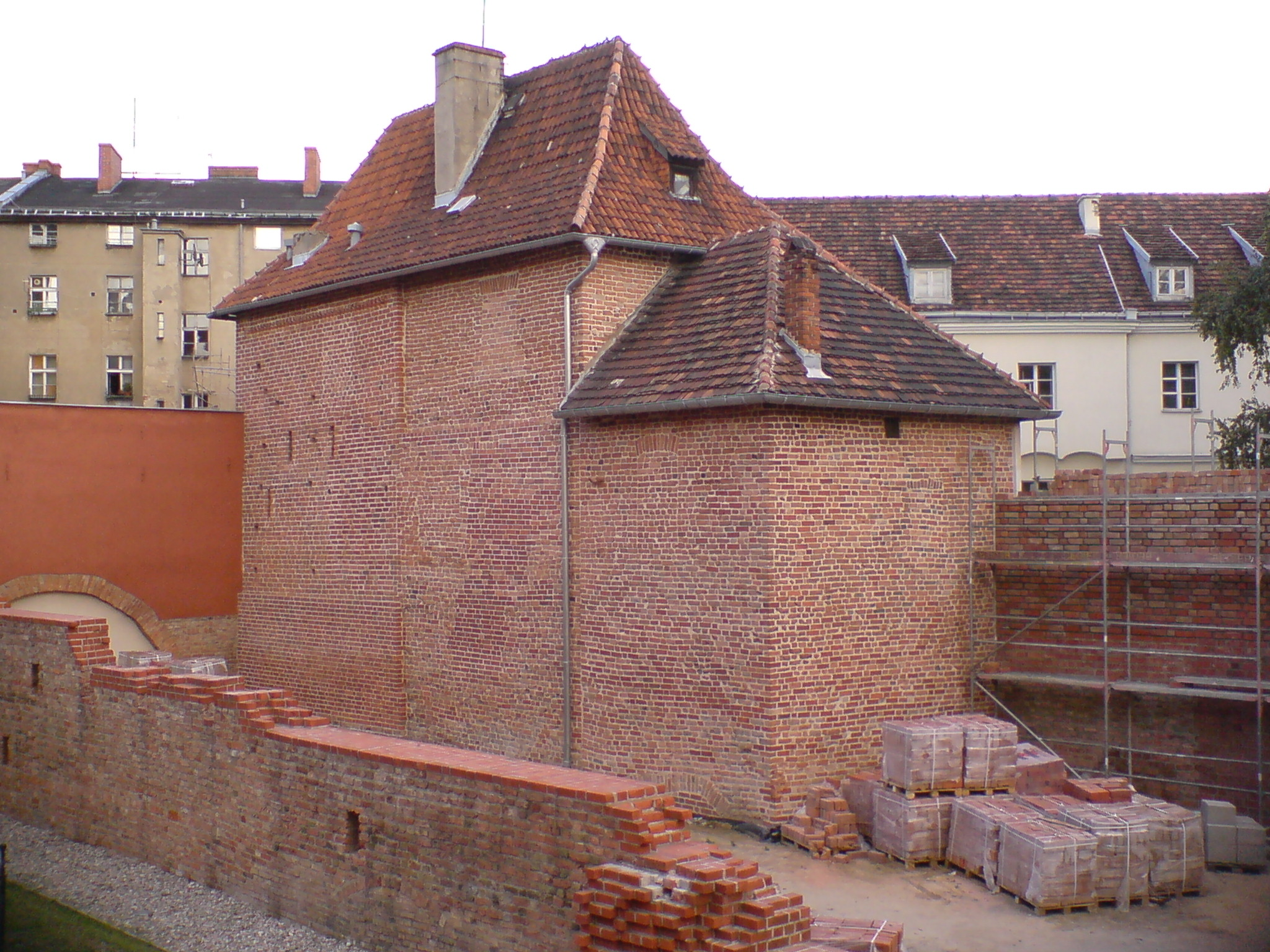
Baszta Katarzynek, XV wiek

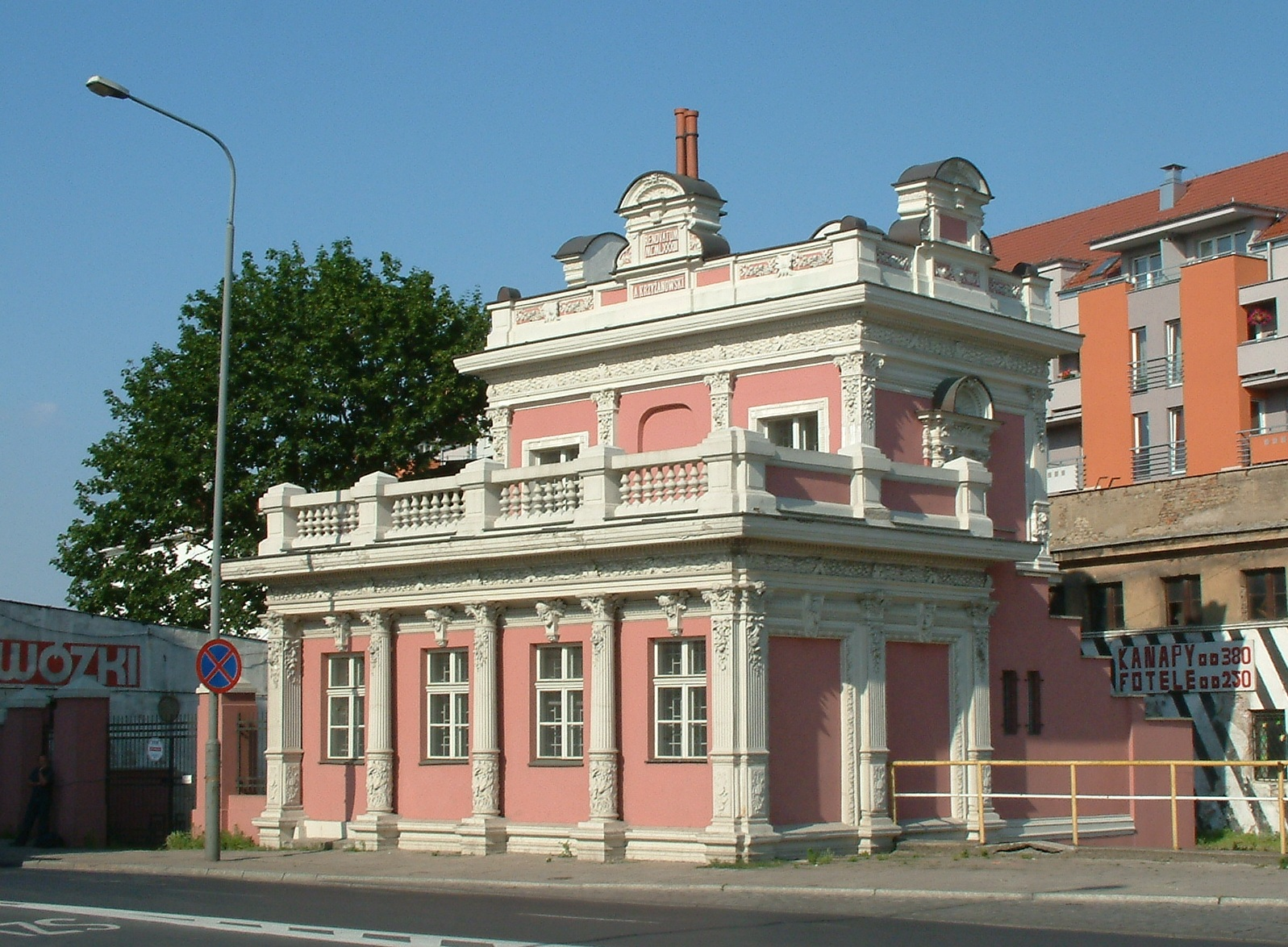
Kantor Antoniego Krzyżanowskiego, 1882

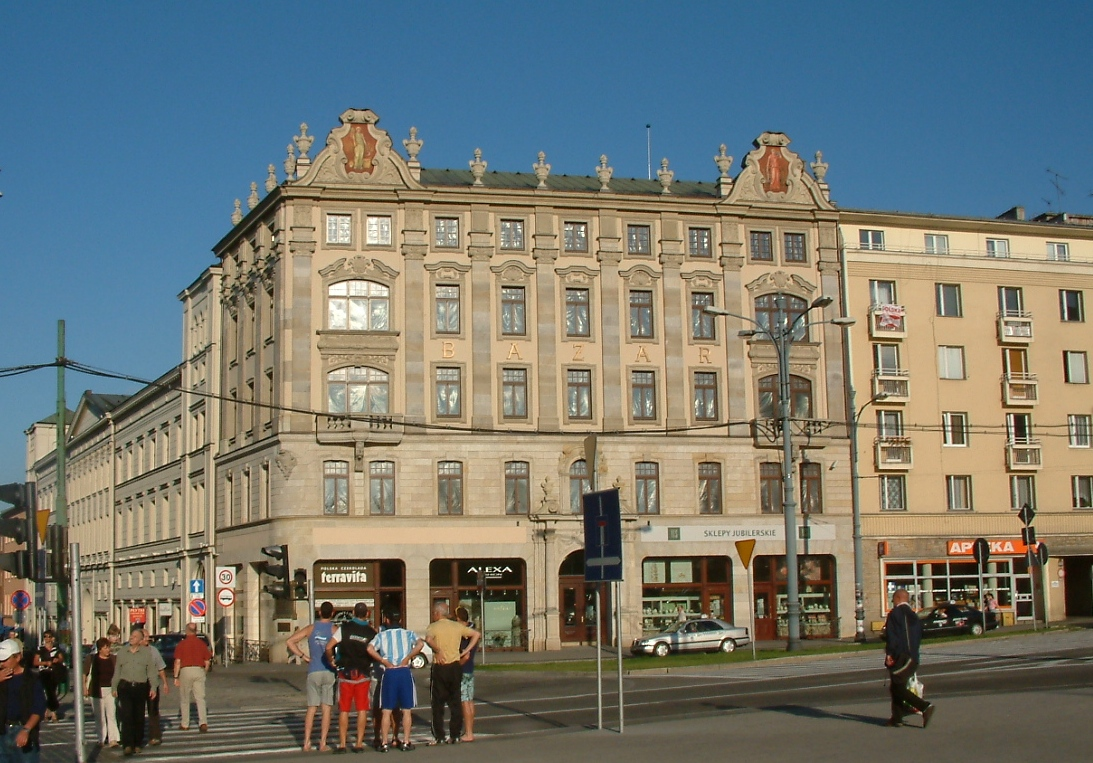
Hotel Bazar, 1842

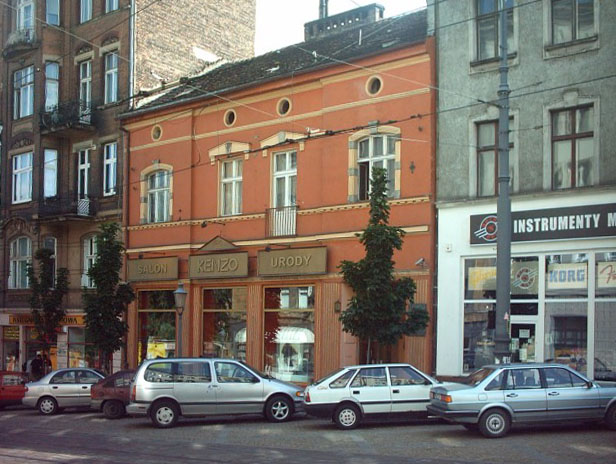
Kamienica przy ulicy Podgórnej 6

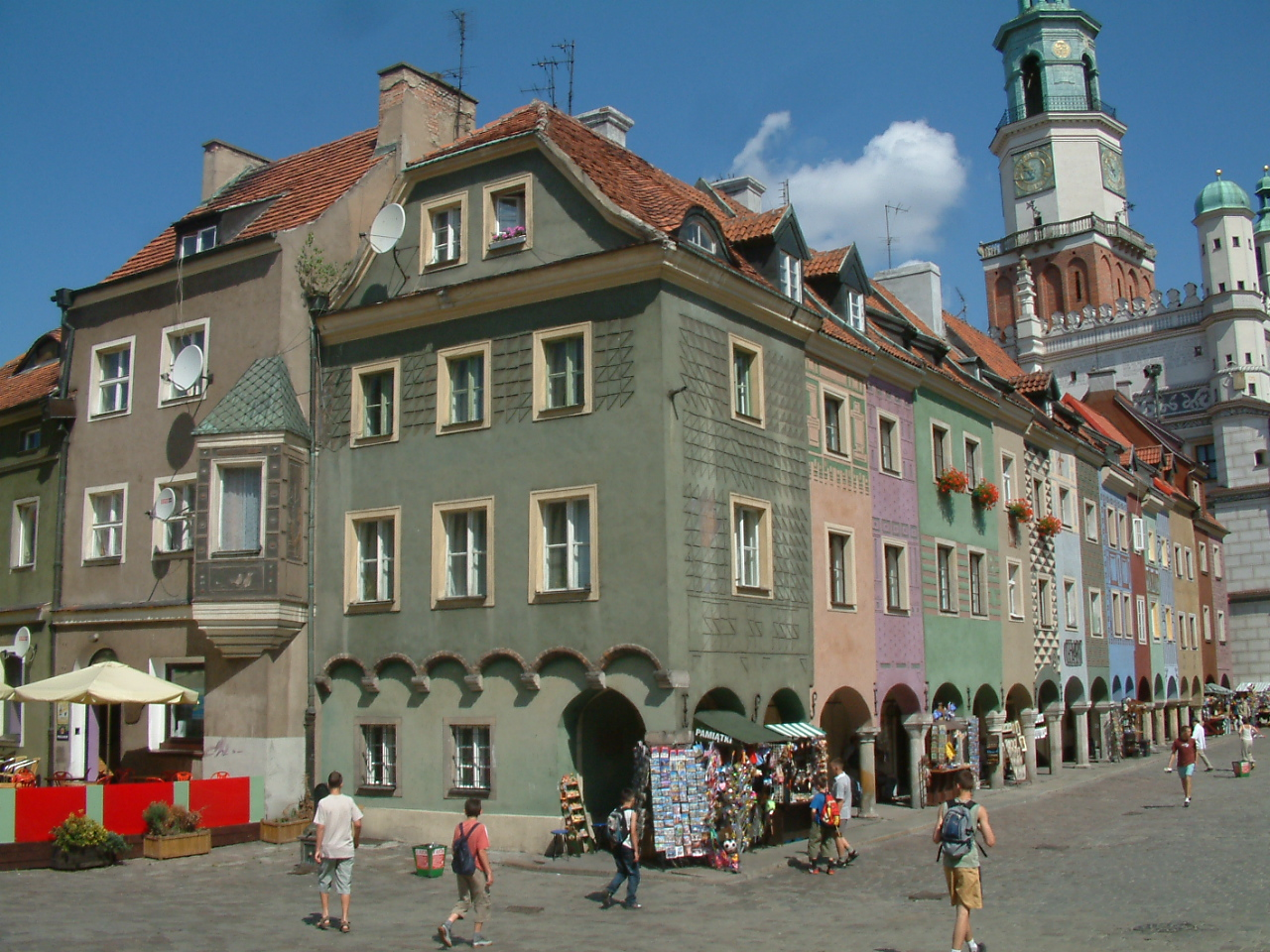
Domki Budnicze 1. poł. XVI w., po lewej budynek dawnej kancelarii

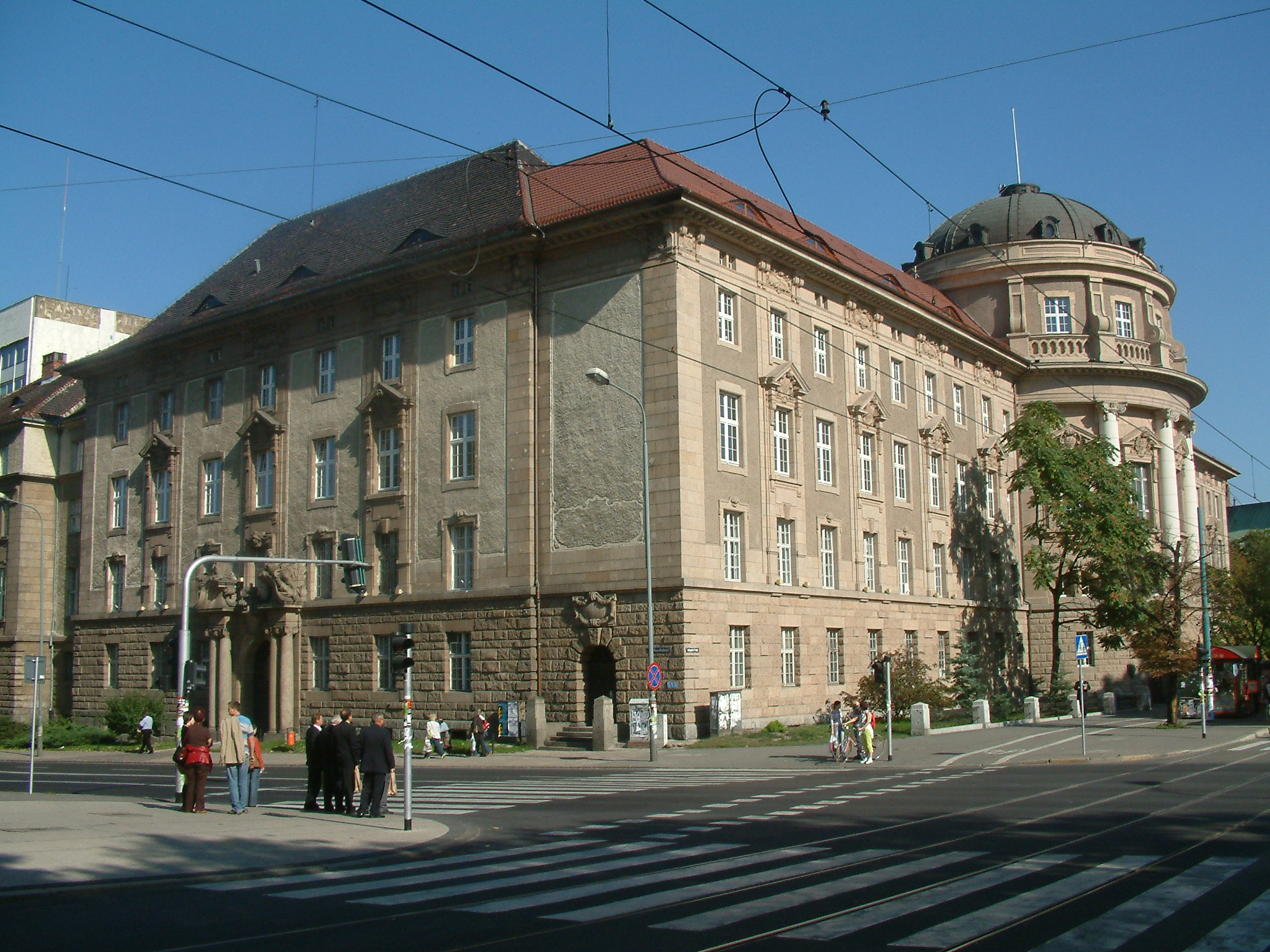
Collegium Maius, 1910

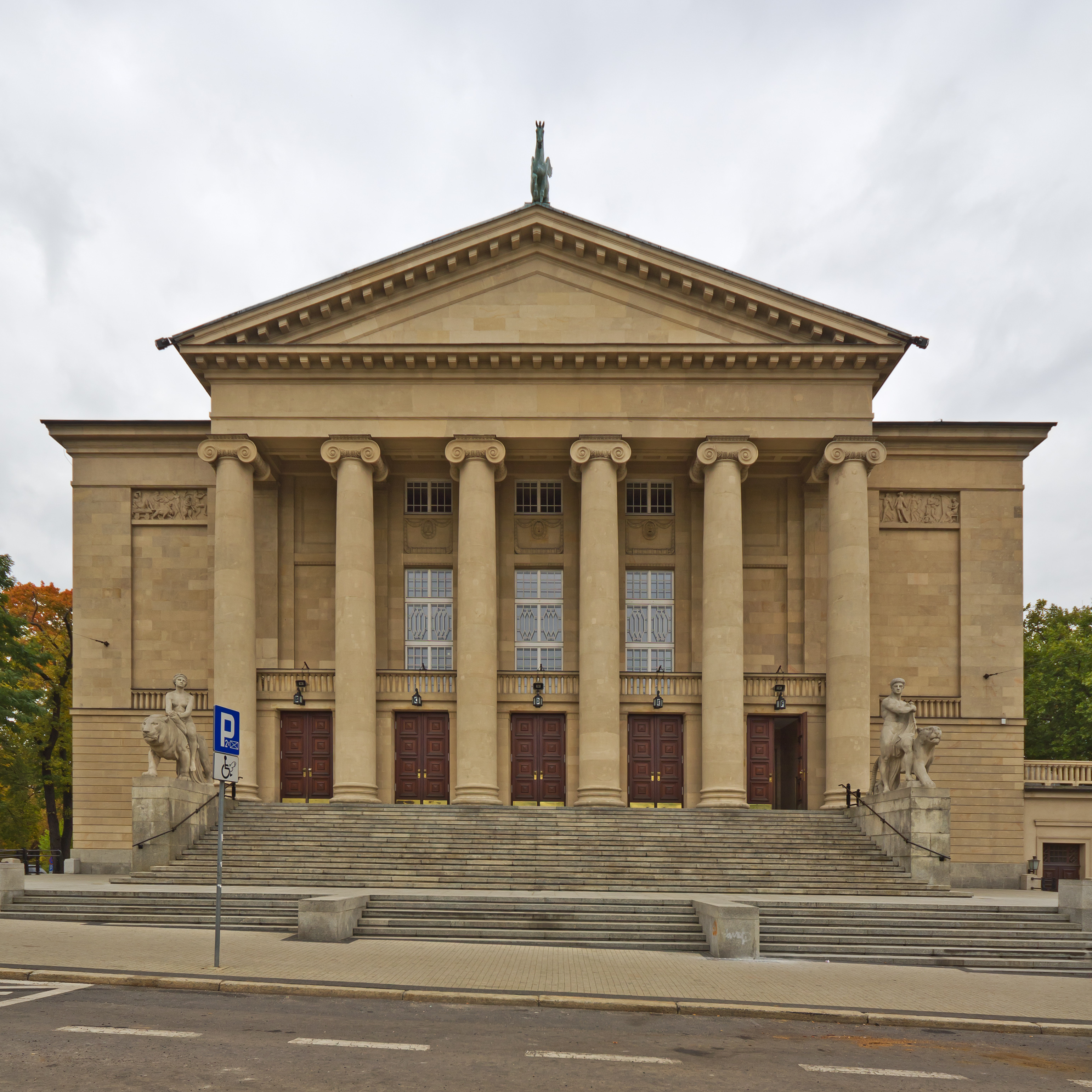
Teatr Wielki im. Stanisława Moniuszki, 1910

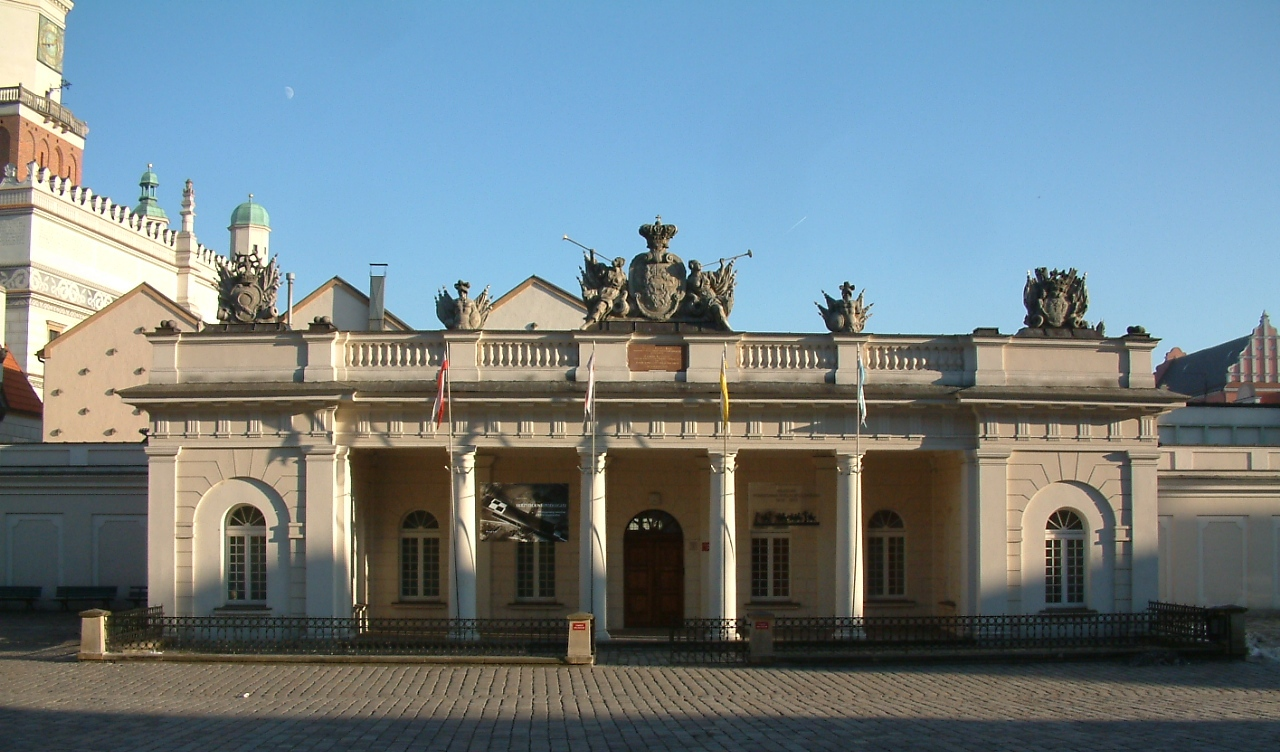
Odwach, 1787

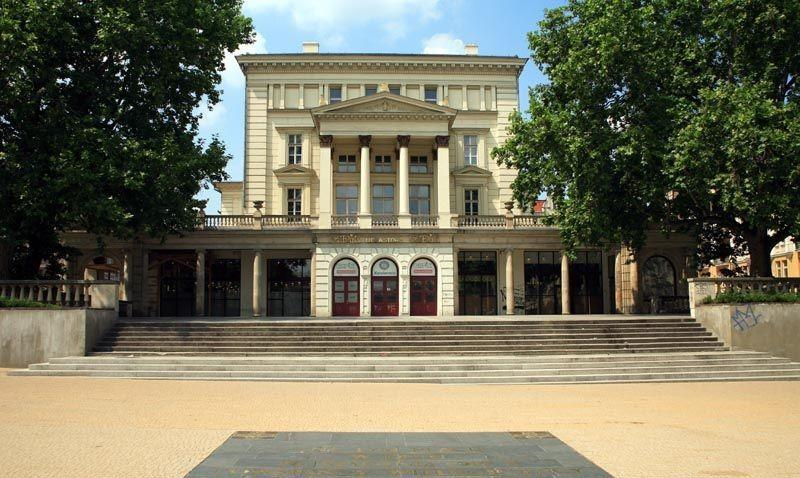
Arkadia, 1804

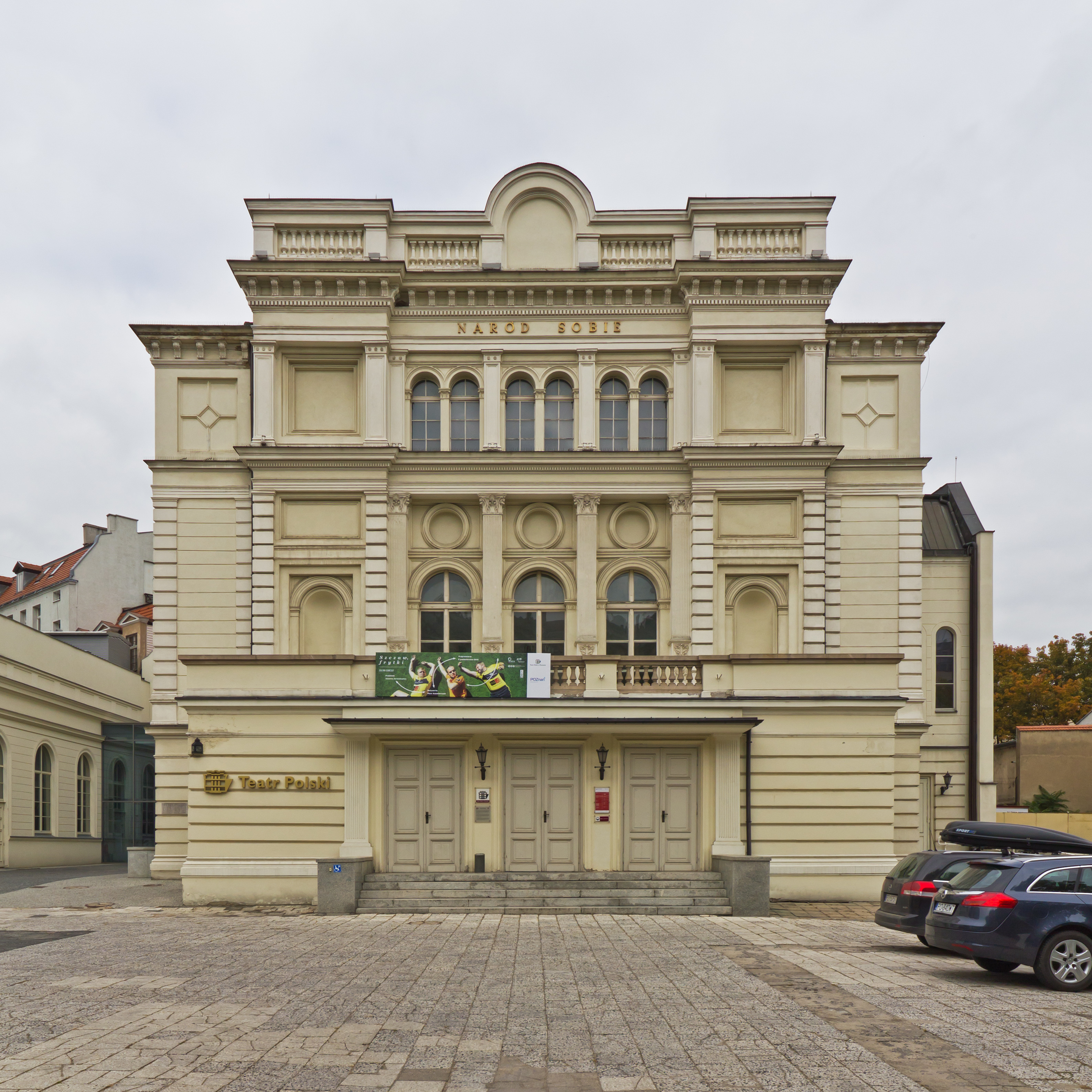
Teatr Polski, 1875

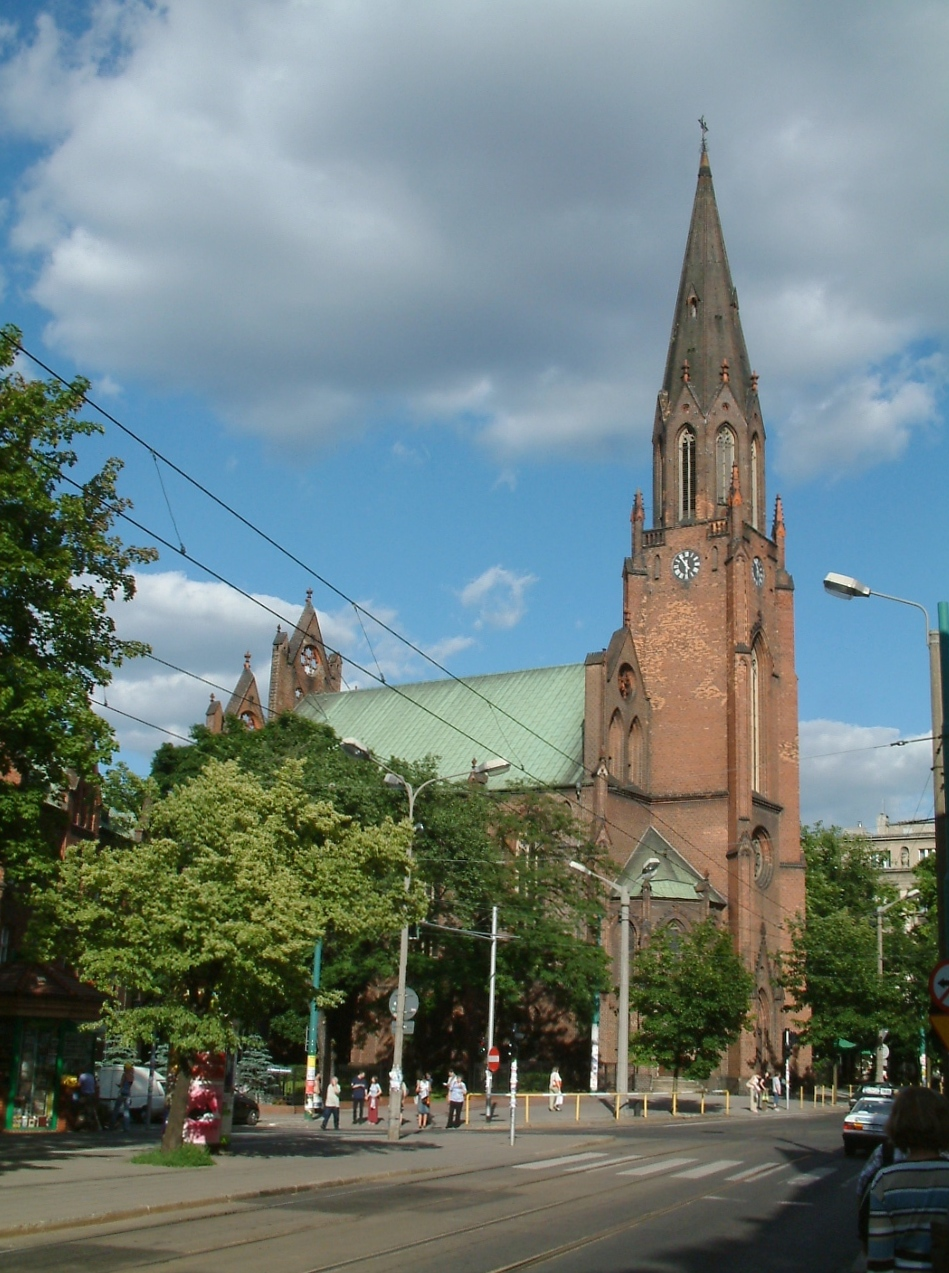
Kościół Najświętszego Zbawiciela, 1869

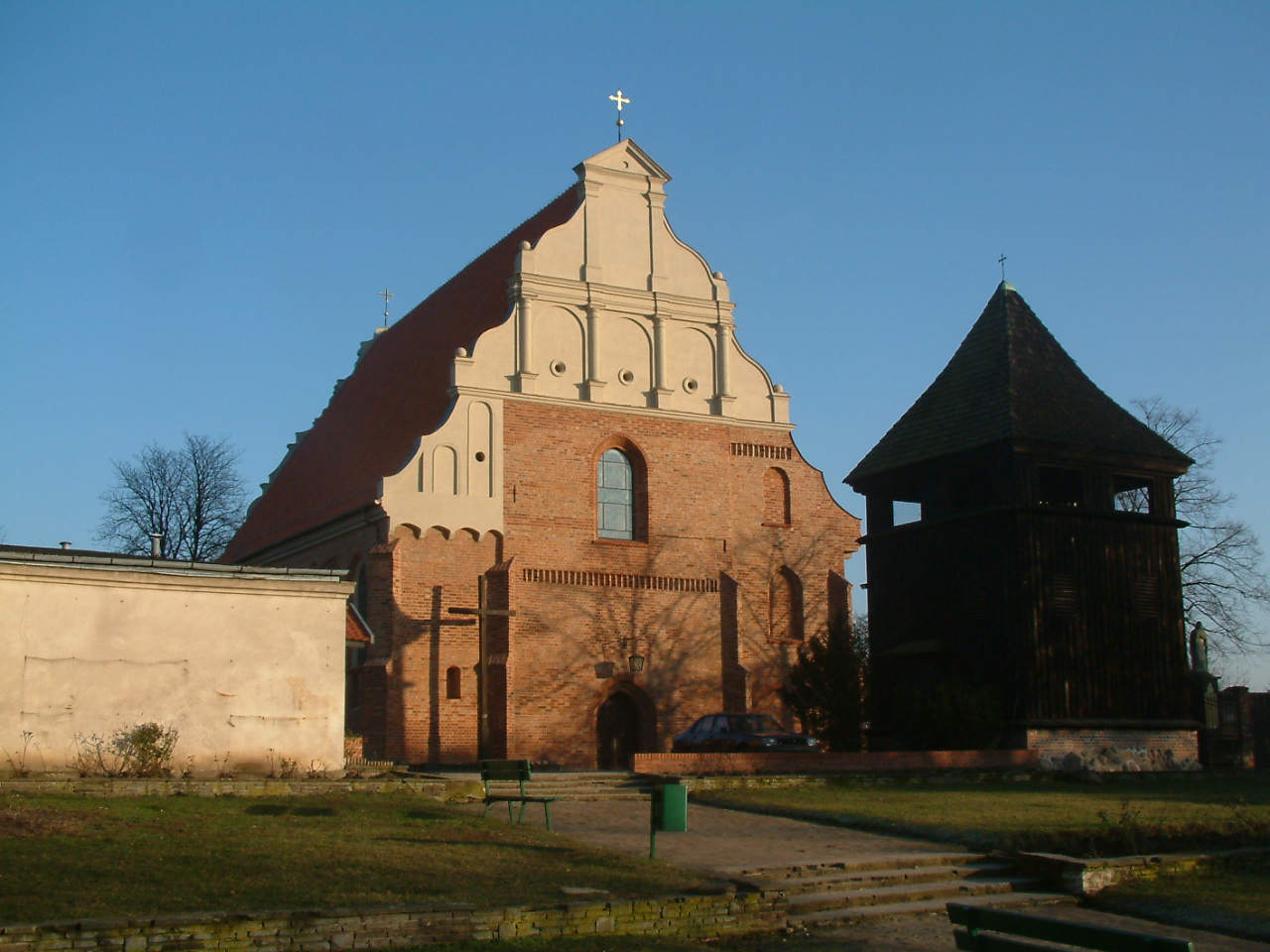
Kościół św. Wojciecha, XV wiek

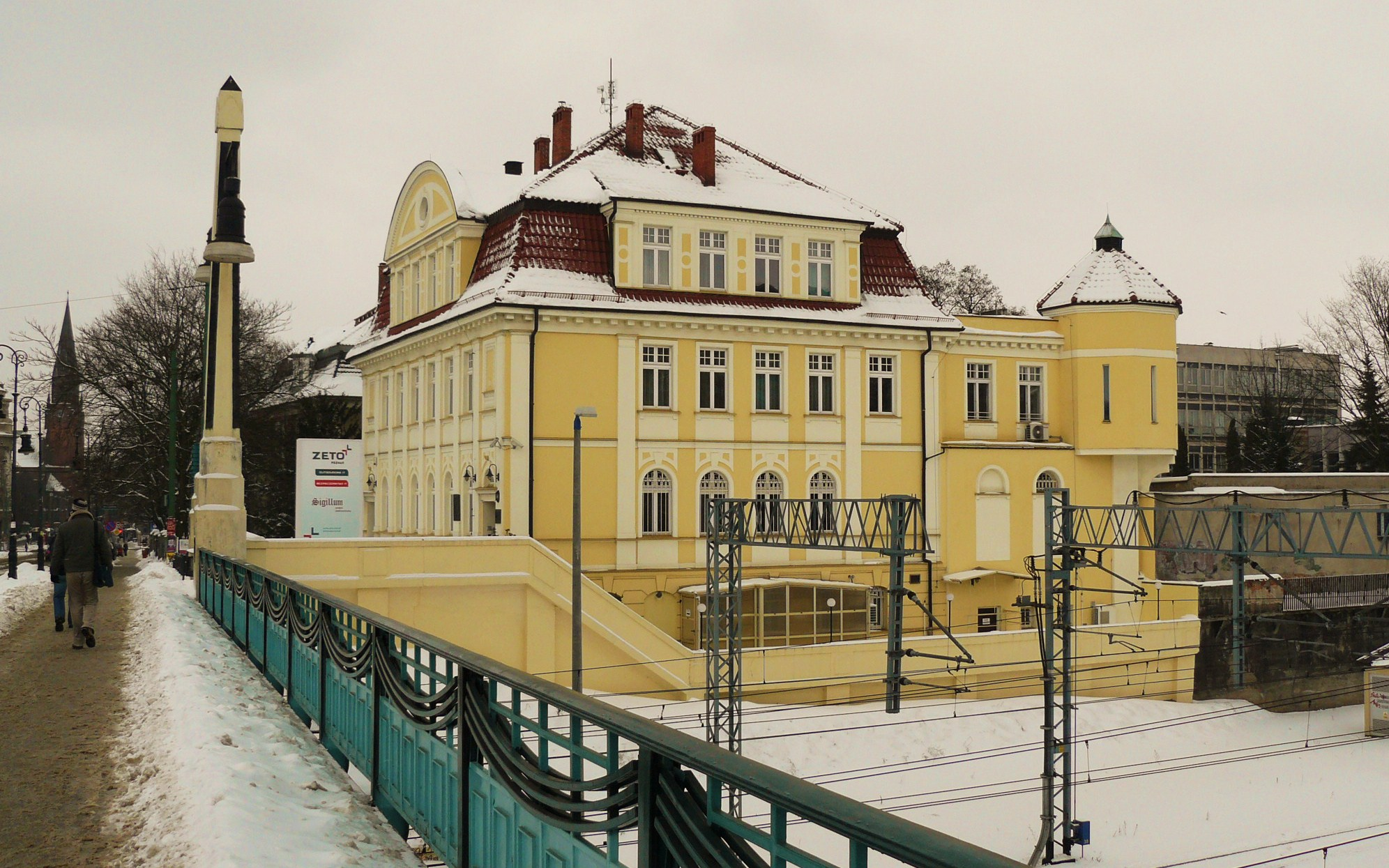
Niemiecki Bank Listów Zastawnych, 1914

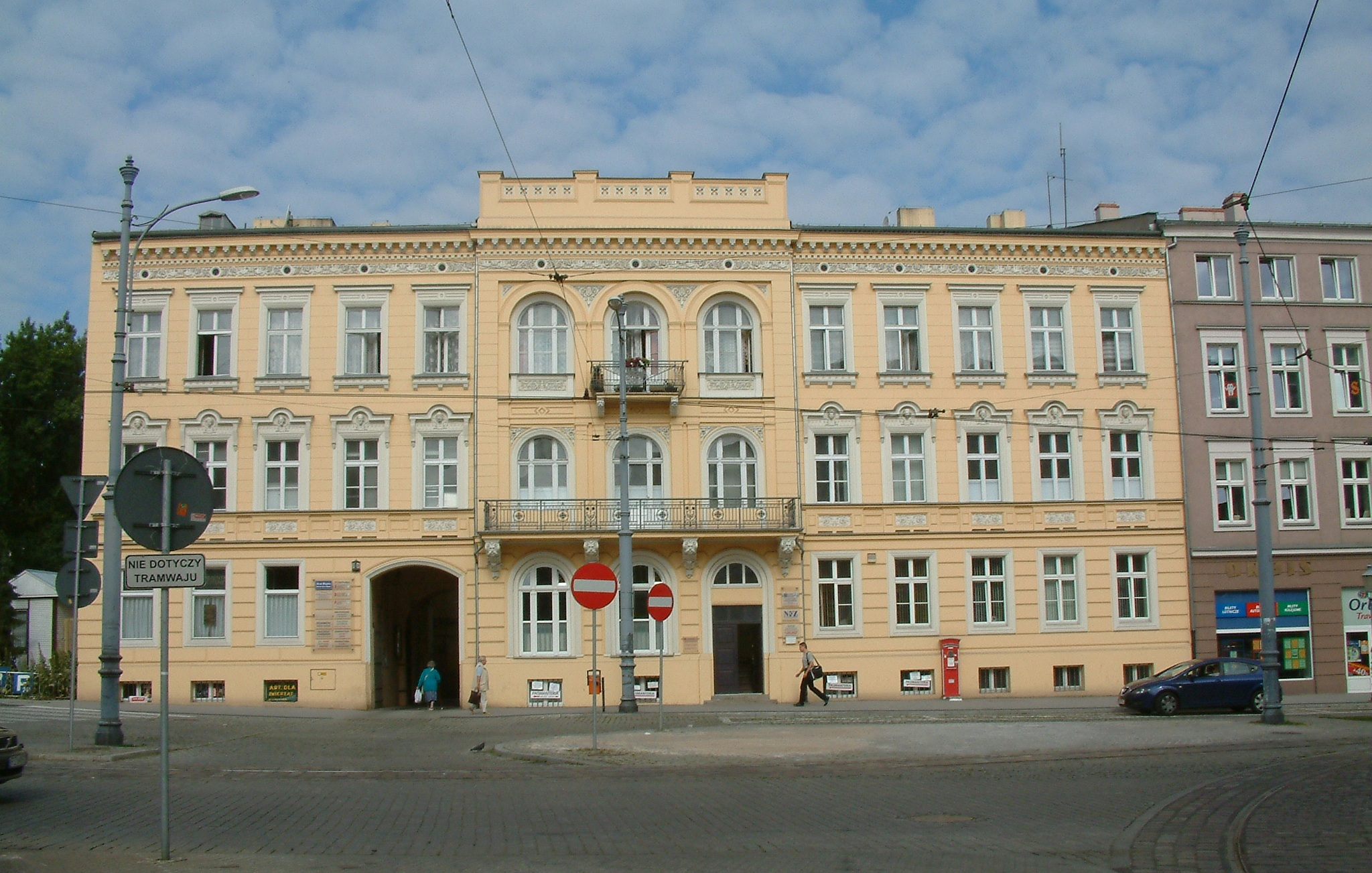
Pałac Anderschów, 1856

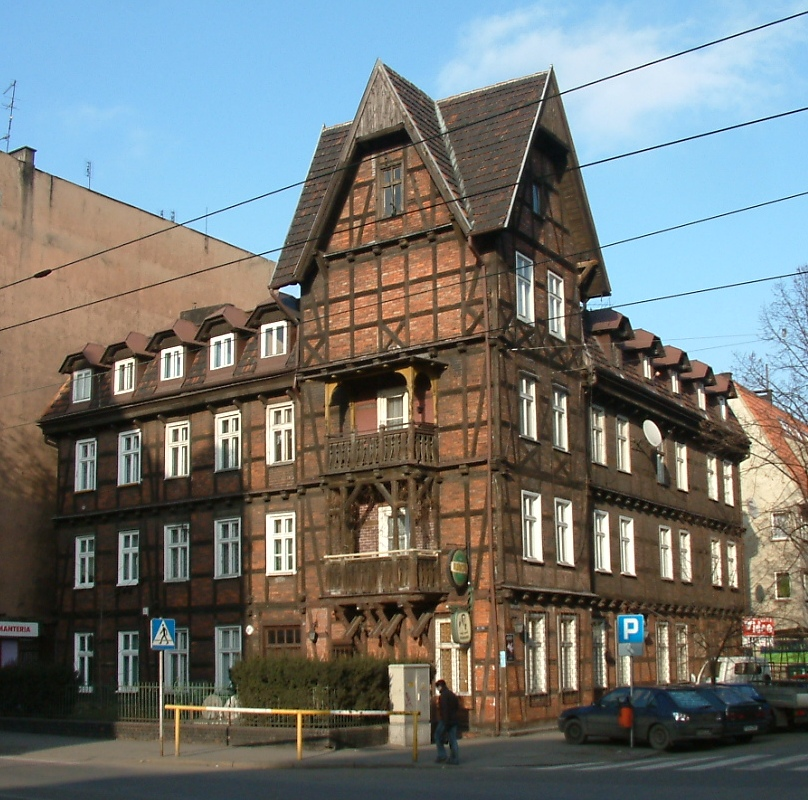
Budynek Spar- und Bauverein, 1897

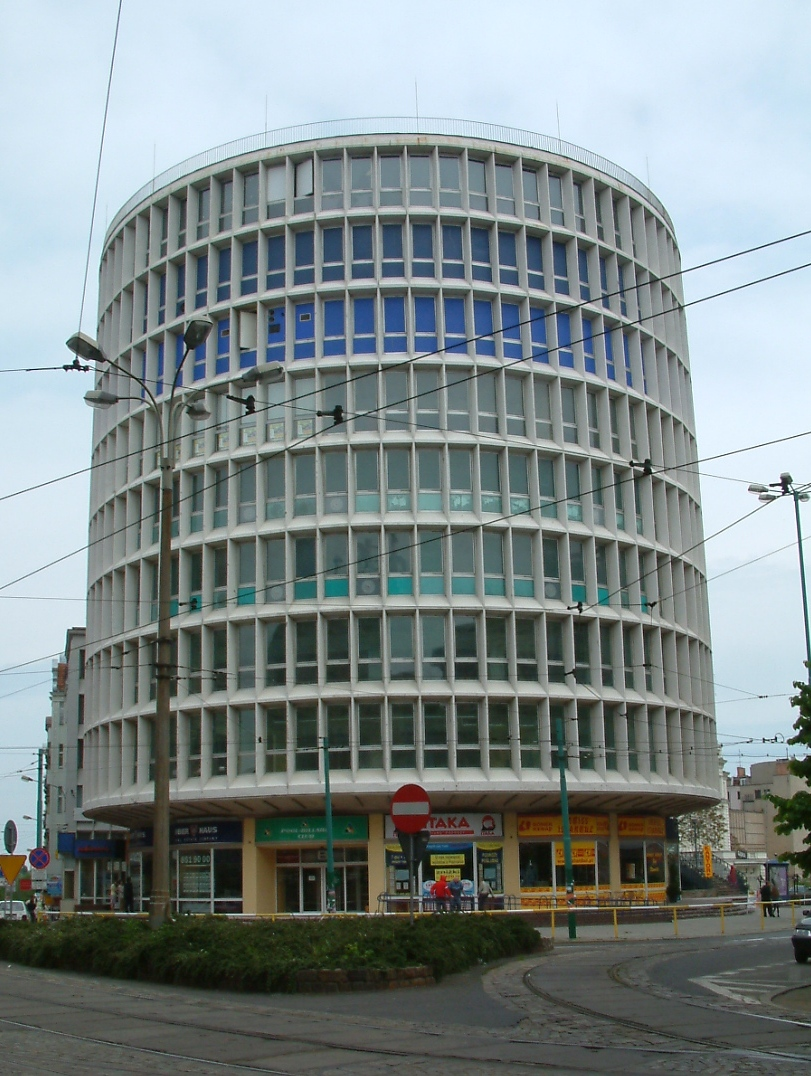
Dom Towarowy Okrąglak, 1954

Lista zabytków w Poznaniu, która obejmuje rejestr zabytków NID. Obiekty te są chronione prawem i według ustawy mają status zabytków nieruchomych. Lista nie obejmuje obiektów w rejestrach miejskich, posiadających własne wewnętrzne regulacje.

## Zespoły urbanistyczno-architektoniczne

### Najstarsze dzielnice
- Ostrów Tumski ze Śródką
- Stare Miasto
- Łazarz
- Grunwald
- Ostroróg
- Jeżyce
- Sołacz (dzielnica willowa Sołacz)
- Wilda

### Zespoły urbanistyczne z przełomu XIX/XX w.
- zespół urbanistyczno-architektoniczny centrum miasta, XIX, 1903,
- założenie urbanistyczne Maxa Johowa, ul. Matejki - Ułańska - Wyspiańskiego - Grottgera, 1901,
- zespół kamienic secesyjnych (12 domów), ul. Roosevelta - Krasińskiego - Zacisze,
- „Ring” poznański z parkami (Drwęskich, Marcinkowskiego, Mickiewicza, Moniuszki, Wieniawskiego), ul. Kościuszki - Krakowska - al. Niepodległości, 1903–1910.

### Pozostałe zespoły urbanistyczne
- zespół urbanistyczno-architektoniczny Starego Rynku,
- „Domki Budnicze” (15 domów), Stary Rynek 11-26, 1 poł. XVI, po 1953.

## Architektura sakralna
- katedra św. Piotra i Pawła, ul. Mieszka I, XI–XX,
- kościół parafialny św. Jana Jerozolimskiego przy ul. Warszawskiej 24, początki w 1187, XVI, 1945, wraz z cmentarzem kościelnym,
- kościół parafialny św. Jana Vianney, ul. Podlaska 10, wybudowany w latach 1928–1930,
- kościół parafialny św. Małgorzaty, Rynek Śródecki wybudowany w 1. połowie XIII, XVIII, wraz z cmentarzem przykościelnym, oraz murowane ogrodzenie z bramą i furtą z 2. połowy XVIII,
- kościół parafialny św. Marcina, ul. Święty Marcin 13, wybudowany XI, XVI–XVII, 1950,
- kościół parafialny św. Michała Archanioła, z domem parafialnym, ul. Stolarska 7, (XIX wiek?), 1932, 1938, po 1945,
- kościół parafialny Matki Boskiej Bolesnej, ul. Głogowska 97, 1899–1901,
- kościół rektorski Najświętszej Krwi Pana Jezusa, ul. Żydowska, 1702,
- kościół sukursalny Najświętszej Panny Marii, ul. Mieszka I, 1431–1444, XX,
- zespół kościoła parafialnego Najświętszego Serca Pana Jezusa i św. Floriana, ul. Kościelna 3, obejmujący: 
  - kościół z 1897–1899,
  - klasztor elżbietanek z kaplicą z 1894, 1914,
  - cmentarz kościelny z ogrodem z przełomu XIX/XX w.,
  - kamienica (obecnie dom parafialny) wybudowany w latach 1901–1905,
  - murowano-metalowe ogrodzenie przy domu parafialnym z początku XX wieku,
- kościół parafialny Najświętszego Zbawiciela, ul. Fredry 11, 1866–1869, także z plebanią z 1886,
- zespół kościoła parafialnego Niepokalanego Poczęcia NMP, ul. Mariacka 15 wybudowany w 1912, obejmujący: kościół, plebanię, park i ogród,
- kościół parafialny św. Rocha, ul. św. Rocha 10, 1938,
- kościół parafialny św. Stanisława Kostki, ul. Rejtana 8, 1930–1933,
- kościół parafialny Świętej Trójcy, ul. 28 Czerwca 56 nr 328, 1936–1939,
- kościół parafialny św. Wojciecha, Wzgórze św. Wojciecha, XV–XVII, 
  - drewniana dzwonnica z XVI wieku,
- kościół parafialny Zmartwychwstania Pańskiego, ul. Dąbrówki 4, 1923,
- kaplica seminarium duchownego, ul. Wieżowa 2/4, 1894–1896,
- kaplica Świętej Rodziny, ul. Krysiewicza → zespół szpitala dziecięcego
- kościół św. Anny, ul. Limanowskiego 13, 1904–1907, dawniej ewangelicki, obecnie rzymskokatolicki,
- kościół ewangelicki św. Mateusza, obecnie rzymskokatolicki parafialny Maryi Królowej, Rynek Wildecki, 1905–1907,
- kościół Podwyższenia Krzyża, ul. Szamarzewskiego 3, z 1892–1900, dawniej ewangelicki, obecnie rzymskokatolicki
- kościół Wszystkich Świętych, ul. Grobla 1, 1777–1786, dawniej zbór ewangelicki,
- kościół ewangelicko-metodystyczny Świętego Krzyża, ul. Ogrodowa 6, 1885–1886,
- zespół klasztorny bernardynek, obecnie św. Wincentego á Paulo, pl. Bernardyński / ul. Długa 1/2
  - kościół Przemienienia Pańskiego, 1597–1603, 1946,
  - klasztor, obecnie szpital, XVII–XIX,
- zespół klasztorny bernardynów, ul. Garbary 22: 
  - kościół św. Franciszka, 1658–1668, XVIII, 1948,
  - klasztor, 1659, 1952–1956,
- zespół klasztorny dominikanek, obecnie salezjanów, ul. Masztalarska 2 / Wroniecka: 
  - kościół Najświętszej Marii Panny Wspomożycielki Wiernych, 1 ćw. XIV, XVI, XVIII,
  - klasztor, 1 poł. XIV, XIX,
- zespół klasztorny dominikanów, obecnie jezuitów, ul. Szewska 18: 
  - kościół Najświętszego Serca Jezusowego i Matki Boskiej Pocieszenia, 1244–1253, XVII–XVIII,
  - klasztor, XIII–XIV, 1622,
  - dom furty klasztornej, XVII,
- klasztor filipinów, obecnie dom dziecka, ul. Filipińska 4, 1771,
- zespół klasztorny franciszkanów, ul. Franciszkańska 2: 
  - kościół św. Antoniego, 1655–1728,
  - klasztor z 2. połowy XVII, XIX,
- zespół klasztorny jezuitów, XVII–XVIII, ul. Gołębia / pl. Kolegiacki:
- kościół parafialny św. Marii Magdaleny i św. Stanisława, 1651–1701, z dzwonnicą z 1. połowy XVIII,
  - kolegium, obecnie urząd miejski, 1701–1733,
  - ogród, obecnie park miejski, XVIII–XIX,
- zespół klasztorny karmelitów bosych, pl. Działowy 2: 
  - kościół św. Józefa, 1658–1667, 1945–1950,
  - klasztor, 2 poł. XVII, XIX,
- zespół klasztorny karmelitów trzewiczkowych, ul. Strzelecka 40, Kościuszki 3: 
  - kościół parafialny Bożego Ciała, 1465–1475, XVII, 1946,
  - klasztor, obecnie plebania, XV, XVII, 1823,
- zespół klasztorny reformatów, ul. Bydgoska 4a: 
  - kościół św. Kazimierza, obecnie parafialny polskokatolicki, 1633–1685, XVIII,
  - klasztor, obecnie Państwowy Zakład Dzieci Głuchych, 1693–1704, XIX.

## Cmentarze
- mauzoleum rodziny Mielochów, ul. Majakowskiego 199, 1934,
- cmentarz Bożego Ciała, ul. Bluszczowa, 1912,
- cmentarz Górczyński, ul. Ściegiennego - Kordeckiego, 1900,
- cmentarz Jeżycki, ul. Nowina, 1900,
- cmentarz Starofarny, obecnie Zasłużonych Wielkopolan, Wzgórze św. Wojciecha, pocz. XIX,
- dwa cmentarze, ul. Samotna 3:
- cmentarz parafialny Świętej Trójcy, 1924,
- cmentarz parafialny Zmartwychwstania Pańskiego, 1931,
- zespół cmentarzy, ul. Armii Poznań → fort Winiary, obecnie Park Cytadela: 
  - cmentarz parafii św. Wojciecha, 1833,
  - cmentarz garnizonowy, 1919 z kwaterami:
  - Powstańców Wielkopolskich i żołnierzy poległych w latach 1918–1920,
  - lotników polskich 1919–1920,
  - prawosławną, 1920,
  - Wspólnoty Brytyjskiej, 1925,
- cmentarz wojenny z II wojny światowej, 1945: 
  - Bohaterów Polskich,
  - żołnierzy Armii Czerwonej.

## Założenia parkowe i ogrodowe
- ogród botaniczny, ul. Dąbrowskiego 165, 1923, 1936,
- ogród zoologiczny, ul. Zwierzyniecka 19, koniec XIX w.,
- park Wilsona, ul. Matejki 18, 1901, 
  - palmiarnia, 1910, 1982–1992,
  - muszla koncertowa, pocz. XX,
  - fontanna, pocz. XX,
  - ogrodzenie z bramą, od ul. Głogowskiej,
  - pawilon wystawowy „Betonhaus”, 1911,
- Park Sołacki, 1907–1911 → dzielnica willowa Sołacz,
- park sanatoryjny w Kiekrzu, koniec XIX w. – XX w.,
- tor wyścigów konnych – Poznań Wola, ul. Lutycka 34, z początku XX w, obejmuje: hipodrom, drewnianą trybunę, stajnie, wieżę ciśnień, dom mieszkalny.

## Architektura obronna oraz budynki wojskowe
- pozostałości średniowiecznych murów obronnych, XIII–XV: 
  - baszta, ul. Masztalarska,
  - baszta, ul. Masztalarska / 23 Lutego,
  - mur obronny, ul. Ludgardy,
  - mur obronny, ul. Wrocławska 25,
  - pozostałości podziemne bramy Chwaliszewskiej (Garbarskiej), ul. Wielka 17, z 2. poł. XV–XVI,
- fortyfikacje Twierdzy Poznań (18 fortów), 1876–1896: 
  - Fort I, ul. Książęca
  - Fort Ia, ul. Gołężycka
  - Fort II, ul. Obodrzycka
  - Fort IIa, ul. Kurlandzka
  - Fort III, ul. Krańcowa
  - Fort IIIa, ul. Wrzesińska
  - Fort IV, ul. Główna
  - Fort IVa, ul. Lechicka
  - Fort V, ul. Lechicka
  - Fort Va, ul. Szczanieckiego
  - fort VI, ul. Lutycka
  - Fort VIa, ul. Golęcińska
  - Fort VII, ul. Polska,
  - Fort VIIa, ul. Marcelińska
  - Fort VIII, ul. Bolkowicka
  - Fort VIIIa, ul. Rembertowska
  - Fort IX, ul. Skalna / Rawicka
  - Fort IXa, ul. 28 Czerwca 56
  - Fort Winiary, obecnie „Park Cytadela”, wraz z cmentarzami usytuowanymi na terenie parku, 1829–1839, 1870–1914, po 1945,
- fortyfikacje na Ostrowie Tumskim, ul. Dziekańska 1, 1829–1939,
- koszary Dolnośląskiego Batalionu Taborowego nr 5, ul. Grunwaldzka - Ułańska - Wyspiańskiego, 1890–1896,
- zespół koszar, ul. Powstańców Wielkopolskich - Ratajczaka - Kościuszki, 1890–1880, 
  - budynek mieszkalny, ul. Powstańców Wielkopolskich 5
  - budynek mieszkalny, ul. Ratajczaka 1
  - budynek mieszkalny, ul. Ratajczaka 3
  - magazyn, ul. Ratajczaka 5
  - stajnie, ul. Ratajczaka 7
  - sąd wojskowy, ul. Kościuszki 42

## Budynki użyteczności publicznej
- Ratusz, Stary Rynek 1, XIV–XVI,
- odwach, Stary Rynek 3, 1783–1787,
- pałac cesarski „Nowy Zamek”, obecnie Centrum Kultury, ul. św. Marcin 84, 1905–1945,
- zamek Przemysła, ul. Góra Przemysła 1, przed 1288, XV–XVI, 1720, 1958, 
  - tzw. kuchnia, pocz. XIX, 1961,
- teatr, obecnie gmach „Arkadia”, pl. Wolności 11, 1977, 1913,
- Teatr „Polski”, ul. 27 Grudnia 8/10, 1873–1875,
- Teatr Wielki – Opera, ul. Fredry 9, 1910,
- Biblioteka Raczyńskich, pl. Wolności 19, 1822–1829,
- Muzeum Narodowe, Al. Marcinkowskiego 9, 1900–1903,
- dworzec "Cesarski" z wiatą peronu, ul. Dworcowa 1, 1902,
- dworzec „Zachodni”, ul. Głogowska 15, 1925,
- zespół budynków Targów Poznańskich, ul. Głogowska 14, 1 ćw. XX w.: 
  - pałac targowy,
  - budynek administracyjny,
  - hala reprezentacyjna,
  - wieża górnośląska (konstrukcja stalowa),
- zespół dziecińca „Pod Słońcem”, ul. Bielniki, 1927, obejmuje: budynek główny, 2 galerie z pawilonami, dom mieszkalny, ogród,
- szkoła podstawowa nr 26, ul. Berwińskiego 2/4, 1903–1905,
- willa, obecnie radio „Poznań”, ul. Berwińskiego 5, 1908,
- zespół folwarczny Edwardowo, ul. Bukowska, 2 poł. XIX, obejmuje: willę, park, ogrodzenie z bramą, 3 czworaki,
- gimnazjum Augusty Wiktorii, obecnie LO im. Marcinkowskiego, ul. Bukowska 16, 1902–1903,
- szkoła zakładu dla głuchoniemych, ul. Bydgoska 4a, 1936–1937,
- zespół szkolny, ul. Cegielskiego 1 / Marii Magdaleny, 1902–1904, obejmujący: 2 budynki szkolne, salę gimnastyczną, dom dla nauczycieli,
- kamienica przy ul. Chełmońskiego 22, 1905,
- kamienica z oficyną, ul. Chwaliszewo 64, 1905,
- budynek fundacji charytatywnej Bergera, obecnie politechnika, pl. Marii Skłodowskiej-Curie 2, 1909,
- szpital im. Wiktora Degi (klasztor ss. Sacre-Coeur - Fundacja Garczyńskiego), ul. 28 Czerwca 1956 nr 135/147, 1870,
  - park szpitalny,
- Zakład Ubezpieczeń Pracowników Umysłowych, obecnie ZUS, ul. Dąbrowskiego 12, 1931,
- budynek Izby Rolniczej, ul. Dąbrowskiego 17, szachulcowy, 1895,
- Bank Listów Zastawnych, obecnie Zakład Elektronicznej Techniki Obliczeniowej, ul. Fredry 8, 1912,
- gmach Pruskiej Komisji Kolonizacyjnej, obecnie Collegium Maius - Akademia Medyczna, ul. Fredry 10, 1905–1908,
- gimnazjum Marii Magdaleny, ul. Garbary 24, 1855,
- szkoła, ul. Garncarska 7, 1876–1878,
- poczta, ul. Głogowska 17, 1912,
- gimnazjum im. Słowackiego, obecnie Zespół Szkół Muzycznych, ul. Głogowska 90, 1932,
- gimnazjum męskie, obecnie VIII LO, ul. Głogowska 92, 1925–1926,
- szkoła jezuicka, obecnie Ogólnokształcąca Szkoła Baletowa im. Olgi Sławskiej-Lipczyńskiej w Poznaniu, ul. Gołębia 8, 2 poł. XVII, XVIII,
- strażnica straży pożarnej, ul. Grunwaldzka 16 a, 1908–1909,
- hotel „Polonia”, obecnie szpital kliniczny, wcześniej szpital wojskowy, ul. Grunwaldzka 16-18, 1928–1929,
- zespół szkolny, ul. Jarochowskiego 1 / Wyspiańskiego 27, obejmujący 3 budynki szkolne z 1908 oraz budynek szkolny z 1914,
- gmach dyrekcji poczty, ul. Kościuszki 77, 1905–1907,
- budynek szpitalny diakonisek, ul. Kościuszki 106, 1874–1876,
- szkoła, ul. Garbary 82, 1914–1917,
- „Pałac Rządowy”, obecnie Collegium Chemicum, ul. Grunwaldzka 6/8, 1920–1929,
- zespół szpitala dziecięcego św. Józefa, obecnie im. Krysiewicza, ul. Krysiewicza 7/8, obejmujący: szpital z 1906, budynek zabiegowy z pocz. XX, budynek socjalny z pocz. XX, kaplica z 1903–1904, kamienica obecnie dom sióstr miłosierdzia z 1880,
- Akademia Lubrańskiego, ul. Lubrańskiego 1, 1510–1925,
- gmach Najwyższego Sądu Krajowego, obecnie Wojskowe Archiwum Państwowe, ul. 23 Lutego 41/43, 1879–1882,
- szpital elżbietanek, obecnie szpital kliniczny nr 1, ul. Łąkowa 2, 1885, 1910,
- gmach towarzystwa „Union”, ul. 3 Maja 46 / pl. Wolności 14, 1910,
- gmach Ziemstwa Kredytowego, obecnie Filharmonia, bank i Akademia Ekonomiczna, ul. św. Marcin 81 / Al. Niepodległości, 1905,
- ewangelicki dom związkowy, obecnie Wyższa Szkoła Muzyczna, ul. św. Marcin 87, 1907–1909,
- bank Stowarzyszeń Krajowych, obecnie Collegium Iuridicum, ul. św. Marcin 90, 1907–1908,
- gmach Ziemstwa Kredytowego, obecnie Państwowa Wyższa Szkoła Sztuk Plastycznych, ul. Marcinkowskiego 29, 1837–1839,
- gmach d. Głównego Urzędu Podatkowego, obecnie Komenda Policji, al. Marcinkowskiego 31, 1882–1885,
- gmach Związku Kobiet „Ojczyzna”, obecnie Instytut Anestezjologii AM, ul. Marii Magdaleny 4, 1890,
- strażnica straży pożarnej, ul. Masztalarska 3, 1886–1887,
- Krajowy Zakład Ubezpieczeń, obecnie szpital im. Raszei, ul. Mickiewicza 2, 1907–1909,
- d. starostwo powiatowe Poznań-Zachód, obecnie przychodnia, ul. Mickiewicza 31, 1909–1910,
- dom towarowy „Okrąglak”, ul. Mielżyńskiego 12/14, 1948–1955,
- gmach Towarzystwa Przyjaciół Nauk, ul. Mielżyńskiego 27/28, 2 poł. XIX/XX,
- sąd, ul. Młyńska 1 a, 1905–1908,
- gmach Konsystorium Królewskiego, obecnie prokuratura, ul. Młyńska 11a, 1893,
- szpital św. Łazarza, obecnie dom mieszkalny, ul. Niedziałkowskiego 30, 1757,
- budynek dyrekcji PKP, al. Niepodległości 8, 1916,
- dom akademicki, Al. Niepodległości 26, 1925–1927,
- gimnazjum ss. urszulanek, obecnie studium medyczne, Al. Niepodległości 41-43, 1922-24, także z internatem, 1931–1933,
- akademia ekonomiczna, Al. Niepodległości 146/150, 1928–1931,
- hotel „Bazar”, ul. Paderewskiego 8, 1838, 1898,
- gmach handlowo-administracyjny, ul. Paderewskiego 10 / Sieroca 10, 1910–1912,
- pawilon „Polska za Granicą”, obecnie biblioteka Akademii Medycznej, ul. Parkowa 2, 1929,
- zespół szkolny, ul. Prądzyńskiego 53, 1903-12, obejmujący: 3 budynki szkolne, sala gimnastyczna z 1913
- dawna łaźnia miejska, ul. Przemysłowa 62, 1907–1908,
- szpital kliniczny nr 2, ul. Przybyszewskiego 49, 1911,
- gmach d. Prowincjonalnej Ubezpieczalni Ogniowej, obecnie PZU, pl. Ratajskiego 8, 1896–1897,
- biblioteka uniwersytecka, ul. Ratajczaka 38/40, 1899–1902,
- szkoła, ul. Różana 1/3, 1913–1915,
- szkoła, ul. Rybaki 17, 1891–1893,
- Dom Samotnych, obecnie MPGK, ul. Rybaki 18 a, 1926–1927,
- szkoła, pl. Skłodowskiej-Curie 1, koniec XIX w.,
- Zakład dla Starców, obecnie politechnika, pl. Skłodowskiej-Curie 2, 1907–1908,
- Szkoła Królewska Budowy Maszyn, obecnie politechnika, 1905–1907, pl. Skłodowskiej-Curie 5, 
  - budynek mieszkalny nr 5a,
- budynek Miejskich Łazienek Rzecznych, ul. Piastowska 71, 1924–1925,
- szkoła, ul. Strusia 12, 4 ćw. XIX,
- gimnazjum, obecnie III LO św. Jana Kantego, ul. Strzelecka 10, 2 ćw. XIX,
- szpital im. Strusia, d. klasztor karmelitanek, ul. Szkolna 8/12, poł. XVII, 1855,
- technikum handlowe, ul. Śniadeckich 54/58, 1928–1929,
- Collegium Anatomicum, ul. Święcickiego 6, 1929,
- sąd ziemski i miejski, pl. Wielkopolski 9, 1835–1840,
- Collegium Minus - UAM, ul. Wieniawskiego 1, 1910,
- dom, ul. Wierzbięcice 20 / św. Czesława, koniec XIX w.,
- dom Bractwa Kurkowego, ul. Wojska Polskiego 52, pocz. XX,
- gmach PKO, pl. Wolności 3, 1937,
- Bank Wschodni, obecnie Wielkopolski Bank Kredytowy, pl. Wolności 15, 1911,
- hotel „Saski”, ul. Wrocławska 25, poł. XVIII, 1804,
- Resursa Kupiecka, ul. Zwierzyniecka 13, 1908,
- zespół szkolny, ul. Słowackiego 54/56, 1907–1913 obejmuje: szkoła (budynek główny), sala gimnastyczna, budynek gospodarczy
- szkoła dla dziewcząt, ul. Słowackiego 58/60, 1895.

## Budynki mieszkalne
- kamienica przy ul. 28 Czerwca 1956 r. nr 168 / Pamiątkowa 12-14, początek XX w.,
- willa, ul. 28 Czerwca 1956 r. nr 188, 1895, 1913,
- kamienica przy ul. Dąbrowskiego 5, 1906,
- kamienica przy ul. Dąbrowskiego 23 / Kochanowskiego 6, 1910,
- kamienica przy ul. Dąbrowskiego 25, 1904,
- kamienica przy ul. Dąbrowskiego 34, 1904,
- kamienica przy ul. Dąbrowskiego 35/37, 1906,
- kamienica przy ul. Dąbrowskiego 39, 1905,
- dom, ul. Dąbrowskiego 42, szach., 1870,
- kamienica z ogrodem, ul. Dąbrowskiego 77, po 1920,
- kamienica przy ul. Dąbrowskiego 86, 1904,
- zagroda bamberska, ul. Dąbrowskiego 137, 1870–1910, obejmująca: dom, obora, stodoła
- dom, ul. Dominikańska 2, pocz. XIX,
- dom, ul. Dominikańska 3, pocz. XIX,
- kamienica przy ul. Dominikańska 5, 1805, 1891,
- kamienica przy ul. Działyńskich 3, koniec XIX w.,
- kamienica przy ul. Franciszkańska 3, XVIII, 1955,
- kamienica z oficyną, ul. Fredry 2, 1911,
- kamienica przy ul. Fredry 6 / Kościuszki 86, 1872–1874, z ogrodzeniem podwórza od ul.Kościuszki,
- kamienica przy ul. Garbary 26, 1 poł. XIX,
- kamienica przy ul. Garbary 30, 1 poł. XIX,
- kamienica przy ul. Garbary 34, 1 poł. XIX,
- kamienica „Siedmiu Wdów, Pięciu Panien”, ul. Garbary 39, 1 poł. XIX,
- kamienica przy ul. Garbary 44, 1900–1910,
- kamienica przy ul. Garbary 65, 1 poł. XIX,
- pawilon Krzyżanowskiego, ul. Garbary 96, 1883,
- kamienica przy ul. Głogowska 28 / Śniadeckich 1, po 1920,
- kamienica przy ul. Głogowska 29, 1900–1910,
- dom „Sołtysówka”, ul. Głogowska 37, 4 ćw. XIX,
- kamienica przy ul. Głogowska 39, ok. 1900,
- kamienica z restauracją „Magnolia”, ul. Głogowska 40, 1928,
- kamienica przy ul. Głogowska 41, ok. 1900,
- kamienica przy ul. Głogowska 72 / Niegolewskich 6, 1901,
- kamienica z oficynami, ul. Głogowska 78, 1902–1903,
- kamienica z oficyną, ul. Głogowska 95, 1900,
- dom, ul. Gołębia 2, XVI. XVIII/XX,
- kamienica przy ul. Górna Wilda 107, 1903,
- kamienica przy ul. Graniczna 13, 1906,
- dom, ul. Grobla 10, XVIII/XIX, pocz. XX,
- dom, ul. Grobla 21, pocz. XIX,
- dom, ul. Grobla 22, XVIII/XIX,
- kamienica przy ul. 27 Grudnia 5, 1840,
- willa, ul. Grudzieniec 8, pocz. XX,
- zespół willowy, ul. Grunwaldzka 3, obejmujący: willę „Flora” z 2. ćw. XIX, salę widowiskowa z łącznikiem z 1909–1912, ogród z 2 poł. XIX/XX
- kamienica przy ul. Grunwaldzka 7, 1897,
- kamienica przy ul. Grunwaldzka 15, 1903,
- kamienica przy ul. Grunwaldzka 20 A, 1901,
- kamienica przy ul. Grunwaldzka 23, 1900–1910,
- willa, ul. Grunwaldzka 40, 1930,
- willa, ul. Grunwaldzka 42, 1932,
- willa, ul. Grunwaldzka 44, 1933,
- kamienica z oficyną, ul. Jackowskiego 3, pocz. XX,
- kamienica przy ul. Jackowskiego 25, pocz. XX,
- kamienica z oficynami, ul. Jackowskiego 33, 1902,
- kamienica przy ul. Jackowskiego 36, 1902,
- kamienica z oficynami według projektu Oskara Hoffmanna[potrzebny przypis], ul. Nollendorfa 38 (ob.Jackowskiego), 1898,
- kamienica Oskara Hoffmana, ul. Jackowskiego 39, 1901,
- kamienica z oficynami, ul. Jackowskiego 40, 1903,
- kamienica z oficyną, ul. Jeżycka 33, 1906,
- kamienica przy ul. Kantaka 1 / 27 Grudnia, 1872–1873,
- kamienica z 2 oficynami, ul. Kantaka 2, 1872–1873,
- kamienica z 2 oficynami (dawny hotel), ul. Kantaka 4, 1872–1873,
- dom, ul. Klasztorna 2, XVI, 1800,
- probostwo farne, ul. Klasztorna 11, XV/XVI, XVIII,
- dom, ul. Klasztorna 17, XV, pocz. XX,
- dom, ul. Klasztorna 19, XV–XIX,
- dom, pl. Kolegiacki 5, 1804,
- dom, pl. Kolegiacki 6, 1 poł. XIX,
- kamienica przy ul. Kolejowa 47, po 1880,
- kamienica z oficyną, ul. Kolejowa 48, 1900–1910,
- willa, ul. Konopnickiej 1, 1896-98,
- willa, ul. Konopnickiej 15, 1906,
- willa, ul. Konopnickiej 16, 1896, z ogrodem
- kamienica z oficyną, ul. Kopernika 9, ok. 1880,
- kamienica przy ul. Kopernika 10, 10a, 1895,
- kamienica przy ul. Kosińskiego 12 / Umińskiego 6, 1898,
- kamienica z oficynami, ul. Kościelna 28, 1895–1905,
- zagroda bamberska, ul. Kościelna 43, 1875–1928, obejmująca: budynek mieszkalny, wozownia, stodoła, obora, spichlerz
- dom, ul. Kościuszki 70, 1 poł. XIX,
- kamienica przy ul. Kościuszki 74, 1896,
- kamienica przy ul. Kozia 8 / Szkolna, XV, 1800,
- kamienica przy ul. Kozia 15, XV, XIX,
- kamienica przy ul. Kozia 21, XV, 1800,
- kamienice, ul. Krasińskiego 3, 3a, 4, 4a → zespół kamienic secesyjnych
- kamienica „Rezydencja Platerów”, ul. Krysiewicza 5, 1903,
- kamienica przy ul. Kwiatowa 8 / Łąkowa 15, 1908,
- kamienica przy ul. Libelta 27, 1894,
- willa, ul. Libelta 31, 1933,
- willa, ul. Libelta 33, 1920,
- willa z ogrodem, ul. Limanowskiego 15 a, 1905,
- dom, ul. Lubrańskiego 2, 1 poł. XIX,
- dworek, ul. Lubrańskiego 5, XVIII/XIX,
- dworek, ul. Lubrańskiego 6, XVIII/XIX,
- dworek, ul. Lubrańskiego 7, k. XVIII,
- kamienica z oficynami, ul. 3 Maja 47, 1900–1902,
- kamienica przy ul. św. Marcin 8, 1890,
- kamienica przy ul. św. Marcin 39, 1905,
- kamienica przy ul. św. Marcin 45, 1905,
- miejska biblioteka publiczna, ul. św. Marcin 65, 1876–1878,
- kamienica przy ul. św. Marcin 69, pocz. XX,
- kamienica z oficynami, al. Marcinkowskiego 2, 1891,
- kamienica tylna z oficynami, al. Marcinkowskiego 11, 1906–1910,
- kamienica, al. Marcinkowskiego 15, 1884–1890,
- kamienica z oficyną, al. Marcinkowskiego 16 / św. Marcin 18, 1890,
- kamienica Anderschów, al. Marcinkowskiego 20, 1852–1856,
- kamienica przy ul. Matejki 40/41 / Niegolewskich 18, 1906,
- kamienica przy ul. Matejki 50, 1905–1906,
- kamienica przy ul. Matejki 51, 1905,
- kamienica przy ul. Matejki 52, 1902–1903,
- kamienica przy ul. Matejki 53, 1905,
- kamienica przy ul. Matejki 54, 1904,
- kamienica przy ul. Matejki 55, 1903,
- kamienica przy ul. Matejki 56, 1902–1903,
- kamienica przy ul. Matejki 57, 1904,
- kamienica przy ul. Matejki 58, 1902–1903,
- kamienica przy ul. Matejki 59, 1904,
- kamienica przy ul. Matejki 60, 1904–1905,
- kamienica przy ul. Matejki 61 / Grottgera 1, 1904,
- dom, ul. Mickiewicza 32, 1906,
- kamienica przy ul. Mielżyńskiego 18, ok. 1905,
- kamienica przy ul. Mielżyńskiego 20, 1890–1900,
- kamienica przy ul. Młyńska 13 / Nowowiejskiego 20, 1893,
- kamienica przy ul. Mokra 2, XVI, 1800,
- kamienica przy ul. Mokra 3, XVI, 1 poł. XIX,
- kamienica przy ul. Mokra 4, XVI, 1 poł. XIX,
- kamienica przy ul. Mostowa 4-4a, 1902,
- kamienica przy ul. Mostowa 16, XIX,
- kamienica przy ul. Mostowa 30, 1895,
- dom, ul. Niedziałkowskiego 28/29, XVIII/XIX,
- kamienica przy ul. Niegolewskich 8, 1900–1910,
- kamienica z oficyną, ul. Niegolewskich 10, pocz. XX,
- kamienica przy ul. Niegolewskich 12, po 1912,
- kamienica przy ul. Niegolewskich 14, 1905–1910,
- kamienica przy ul. Niegolewskich 16 / Matejki 39, 1900,
- kamienica przy ul. Niegolewskich 34, 1902,
- kamienica przy ul. Nowowiejskiego 19-21 / Młyńska 12-12a, 1890–1891,
- pałac arcybiskupi, Ostrów Tumski 1, XVI–XIX,
- probostwo katedralne, Ostrów Tumski 3, XVIII/XIX,
- kanonia, Ostrów Tumski 5 a, XVI, XVIII,
- kanonia, Ostrów Tumski 6, XVI–XVIII,
- psałteria, Ostrów Tumski 9, 1518,
- kanonia, Ostrów Tumski 10, XVI–XIX,
- kanonia, Ostrów Tumski 11, XVI–XIX,
- dom, Ostrów Tumski 13, 1 poł. XIX,
- willa, ul. Ożarowska 40, 1881 z parkiem
- zespół folwarczny Palaczów, ul. Palacza / Słoneczna 36, XIX/XX, obejmujący: dwór, ogród, folwark (zabudowania gospodarcze)
- dom „Podwórze Berlebana”, ul. Piaskowa 4/5, XVIII/XIX,
- kamienica przy ul. Podgórna 6, pocz. XIX, XX,
- kamienica przy ul. Podgórna 12, 1890,
- zespół szpitala położniczego, ul. Polna 33, Bukowska, 1900–1930, obejmujący: budynek główny,budynek boczny-zachodni, budynek od ul. Bukowskiej, park szpitalny
- kamienica z 3 oficynami, ul. Poznańska 44, 1904,
- kamienica z oficynami, ul. Poznańska 50, 1903–1904,
- kamienica przy ul. Półwiejska 5, koniec XIX w.,
- kamienica przy ul. Półwiejska 22, koniec XIX w.,
- kamienica z 2 oficynami, ul. Półwiejska 29, 1890,
- kamienica z oficyną, ul. Półwiejska 33, 1903,
- kamienica przy ul. Półwiejska 39, koniec XIX w.,
- dom, ul. Przemysłowa 70 / Sikorskiego, koniec XIX w.,
- kamienice, ul. Roosevelta 3, 4, 5, 6/7, 8, 9/10 → zespół kamienic secesyjnych
- kamienica przy ul. Roosevelta 4 / Zacisze 2, 1903–1905,
- kamienica przy ul. Różana 13, 1903–1910,
- kamienica, Rynek Łazarski 7 (Małeckiego), 1905–1909,
- kamienica przy ul. Sieroca 3/4, pocz. XX,
- kamienica przy ul. Sieroca 5/6, pocz. XX,
- kamienica z oficyną, ul. Sikorskiego 34, 1905,
  - stajnia
- zespół folwarczny, ul. Skoczowska 19, 1907–1910, obejmujący: dworek, 2 budynki mieszkalne, budynek gospodarczy, garaż (warsztat), park, ogrodzenie, budynek administracyjny
- dom „Czerwona Apteka”, Stary Rynek 37, XV–XVII, 1950,
- fasada domu przy Starym Rynku 40, k. XVIII,
- dom „Grodzicki”, Stary Rynek 41, XVI–XVII, XIX,
- kamienica przy Starym Rynku 42, XV–XIX,
- kamienica przy Starym Rynku 43, XVI, XIX, 1955,
- kamienica Grodzickich, Stary Rynek 45, XV, XVIII, 1953,
- kamienica przy Starym Rynku 48, XV–XX,
- kamienica przy Starym Rynku 49, XVI–XIX,
- kamienica „Pod Daszkiem”, Stary Rynek 50, k. XV, 1948,
- kamienica przy Starym Rynku 55, XVI, 1862, 1956,
- kamienica przy Starym Rynku 75, XV, XVIII, XX,
- kamienica przy Starym Rynku 76, XV, XX,
- pałac Działyńskich, Stary Rynek 78, 1773, 1786,
- fasada domu, Stary Rynek 90,
- pałac Mielżyńskich, obecnie Dom Turysty PTTK, Stary Rynek 91, pocz. XIX, 1954,
- kamienica przy Starym Rynku 92, XVIII,
- kamienica przy Starym Rynku 93, XVI, XIX,
- kamienica Gminy Żydowskiej, ul. Stawna 10 / Szewska 10, 1897,
- kamienica przy ul. Strusia 3/3a, ok. 1900,
- kamienica z 2 oficynami, ul. Strzelecka 25, 1898,
- kamienica przy ul. Strzelecka 30, 1870,
- kantor fabryki Cegielskiego, ul. Strzelecka 33, 1869–1870,
- dom, ul. Szewska 2, 1 poł. XIX,
- kamienica przy ul. Szewska 3, 1803, 1964,
- kamienica przy ul. Szewska 6, pocz. XIX,
- dom, ul. Szewska 13, pocz. XIX,
- kamienica z oficynami, ul. Szewska 14, 1895,
- kamienica przy ul. Szewska 19/20a / Dominikańska 4, 1898,
- kamienica przy ul. Szewska 21 / Wielka 9, 1894,
- kamienica przy ul. Szkolna 4, XV, koniec XIX w.,
- zespół 3 kamienic Deierlinga, ul. Szkolna 5, 1904–1905,
- kamienica, ul. Gołębia 5,
- kamienica przy ul. Wrocławska 6,
- kamienica przy ul. Szkolna 17, 1900,
- dworek, ul. Szyperska 9 / ul. Piaskowa 4/5, XVIII/XIX,
- kamienica przy ul. Świętosławska 6, XVI, XVIII, XIX,
- kamienica przy ul. Świętosławska 7, XVI, XVIII, XIX,
- kamienica przy ul. Świętosławska 8, XVI, XVIII, 1813,
- kamienica przy ul. Świętosławska 9, XVI–XVIII,
- 2 kamienice z oficynami, ul. Taczaka 22, 23, 1877–1878,
- kamienica przy ul. Wielka 10, pocz. XIX, XX,
- kamienica przy ul. Wielka 20, 1910,
- kamienica przy ul. Wielka 21, pocz. XX,
- kamienica przy ul. Wielka 27-29, XVII–XX,
- willa z ogrodem, al. Wielkopolska 11, 1929,
- dom, ul. Wieniawskiego 21/23, 1910,
- kamienica z oficyną i budynkiem tylnym, ul. Wierzbięcice 30, 1910, 1915,
- kamienica przy ul. Wierzbięcice 41, 41a, 1911,
- Dom dla Bezdomnych, obecnie szpital im. Strusia, ul. św. Wincentego, 1929–1930,
- dom, ul. Wodna 20, XV–XVI, XX,
- kamienica przy ul. Wodna 21, XV–XVI, XX,
- kamienica przy ul. Wodna 22, 1804,
- pałac Górków, ul. Wodna 27, 1547, XVIII, po 1945,
- kamienica przy ul. św. Wojciecha 1, pocz. XIX,
- dworek, ul. Wojska Polskiego 71 z przełomu XIX/XX, z ogrodem
- dom handlowy firmy Hasse & co, pl. Wolności 4, 1908,
- dom, ul. Woźna 1, 2 poł. XIX,
- dom, ul. Woźna 2/3,
- kamienica przy ul. Woźna 4, XV, XVI, XVIII,
- kamienica przy ul. Woźna 5, XV, pocz. XIX, 1948,
- kamienica przy ul. Woźna 7/8, 1908–1910,
- kamienica przy ul. Woźna 15, pocz. XX,
- kamienica przy ul. Wrocławska 2, XV–XVI, 1920,
- kamienica Deierlinga, ul. Wrocławska 6 → kamienica, ul. Szkolna 5
- kamienica przy ul. Wrocławska 7, XV, 1812,
- kamienica z oficyną, ul. Wrocławska 9, 1898,
- kamienica przy ul. Wrocławska 10, XV, XVIII, 2 poł. XIX,
- kamienica przy ul. Wrocławska 11, XV–XVI, pocz. XX,
- kamienica przy ul. Wrocławska 13, XV, XVIII,
- kamienica przy ul. Wrocławska 14, XV, XVII,
- kamienica przy ul. Wrocławska 15, XV, 1866,
- kamienica przy ul. Wrocławska 16, XV, XX,
- kamienica przy ul. Wrocławska 18, 1 poł. XIX, XX,
- kamienica przy ul. Wrocławska 19, XV–XIX, 1935,
- kamienica przy ul. Wroniecka 15, XVI, 1800,
- kamienica przy ul. Wroniecka 19, XVI–XIX,
- kamienica przy ul. Wroniecka 20, XVI, 1790, XIX,
- kamienica przy ul. Wroniecka 23, XV, XIX, XX,
- kamienica przy ul. Wroniecka 24, pocz. XIX,
- kamienica przy ul. Wyspiańskiego 10 / Chełmońskiego, 1905,
- kamienica przy ul. Wyspiańskiego 15, 1904,
- kamienice przy ul. Zacisze 4, 4a stanowiące zespół kamienic secesyjnych
- kamienica przy ul. Za Groblą 5, 1908–1910,
- kamienica PAN, ul. Zwierzyniecka 20, 1905–1906,
- kamienica przy ul. Żydowska 1, XV, XVIII, XIX,
- kamienica przy ul. Żydowska 2/3, XV, 2 poł. XIX,
- kamienica przy ul. Żydowska 4, XV, 1959,
- kamienica przy ul. Żydowska 6, XV, k. XVIII–XIX,
- kamienica przy ul. Żydowska 7, XV, XVIII, 1948,
- kamienica przy ul. Żydowska 8, XV, k. XVIII, 1951,
- kamienica przy ul. Żydowska 10, XV, 1957,
- kamienica przy ul. Żydowska 12, 3 ćw. XIX,
- kamienica przy ul. Żydowska 19, XV, 2 poł. XIX,
- dom, ul. Żydowska 26, 1 poł. XIX,
- dom, ul. Żydowska 28, pocz. XIX,
- dom, ul. Żydowska 29, 1 poł. XIX,
- kamienica przy ul. Żydowska 32, 1803,
- kamienica przy ul. Żydowska 33, XV, XVI, 1803,

## Architektura przemysłowa i obiekty inżynieryjne
- drukarnia „Concordia”, ul. Zwierzyniecka 3, pocz. XX,
- wiatrak holender, ul. Milczańska 2, 1910,
- budynek fabryki „Pebeco”, ul. Chlebowa 4/8, 1929–1938,
- d. elektrownia Wildecka, ul. Dolna Wilda 87, 1895,
- zespół rzeźni miejskiej, ul. Garbary 101/111, 1897–1900, obejmuje: hale produkcyjne, hale targowe, budynki administracyjne, budynki pomocnicze
- stacja pomp, ul. Garbary 120, 1908–1909,
- zespół gazowni, ul. Grobla 15, 1853–1908, 1925, obejmuje: budynki gazowni, budynki wodociągów, budynek administracyjny,
- wytwórnia wódek „Hartwig i Kantorowicz”, ul. Grochowe Łąki 6, 1904,
- zespół browaru, ul. Majakowskiego 309/311, 1872–1899, obejmuje: budynek produkcyjny, piwnice leżakowni, portiernia, elewacja budynku socjalnego
- zespół browaru, ul. Półwiejska 42 / Kościuszki, koniec XIX–XX, obejmujący: 2 budynki produkcyjne,budynek administracyjny, dobudówki pomocnicze
- fabryka Zeylanda, ul. Wszystkich Świętych, 1871–1872,
- wodociągowa wieża ciśnień, ul. Robocza, 1910,
- zajezdnia tramwajowa, ul. Gajowa 1, 1880–1928,
- stacja transformatorowa, ul. 28 Czerwca 1956 r., 1925,
- Most Dworcowy, ul. Towarowa, 1909,
- Most św. Rocha, ul. Kórnicka, 1912,
- Most Teatralny, ul. Fredry, 1908,
- wiadukt, ul. Cicha, 1909,

## Pozostałe
- loża masońska, obecnie Muzeum Etnograficzne, ul. Grobla 25, 1817, koniec XIX w.,

## Dzielnice położone poza śródmieściem

### Głuszyna
- zespół kościoła parafialnego św. Jakuba, XIII–XIX: obejmujący kościół, drewnianą dzwonnica, cmentarz,
- cmentarz par. rzymskokatolicki z 2. połowy XIX,

### Łacina
- Wiatrak holenderski przy ul. Milczańskiej

### Kobylepole
- zespół stacji kolejowej Kobylepole (d. Średzkiej Kolei Powiatowej), 1901–1902, obejmujący: dworzec kolejowy z peronem, parowozownia, warsztaty z obrotnicą, 2 magazyny, toalety, domy mieszkalne z budynkami gospodarczymi, fragmenty torowiska

### Krzesiny
- zbór ewangelicki, obecnie rzymskokatolicki kościół parafialny Matki Boskiej Królowej Korony Polskiej, ul. Krzesiny 15, 1911, 
  - cmentarz kościelny,

### Morasko
- kościół ewangelicki, obecnie rzymskokatolicki kościół parafialny Ścięcia św. Jana Chrzciciela, ul. Sióstr Misjonarek 8, 1908–1910,
  - cmentarz kościelny
- pałac z terenem folwarku, ul. Sióstr Misjonarek 5, XVIII–XIX,
- dwór, obecnie plebania, ul. Sióstr Misjonarek 10, 1786,

### Piotrowo
- zespół dworski, ul. Sypniewo, 1907, obejmujący dwór i park

### Radojewo
- zespół pałacowy obejmujący pałac z 1825 roku, przebudowany pod koniec XIX wieku oraz park z XIX wieku

### Rudnicze
- zespół dworski, ul. Wykopy 11, 2. połowa XIX wieku, obejmujący dworek i park

### Spławie
- kościół św. Andrzeja, ul. Spławie 86, XVII/XVIII,

### Umultowo
- dwór z 1. połowy XIX wieku
- aleja kasztanowców, ul. Rumiankowa,